# 維基百科爭議列表

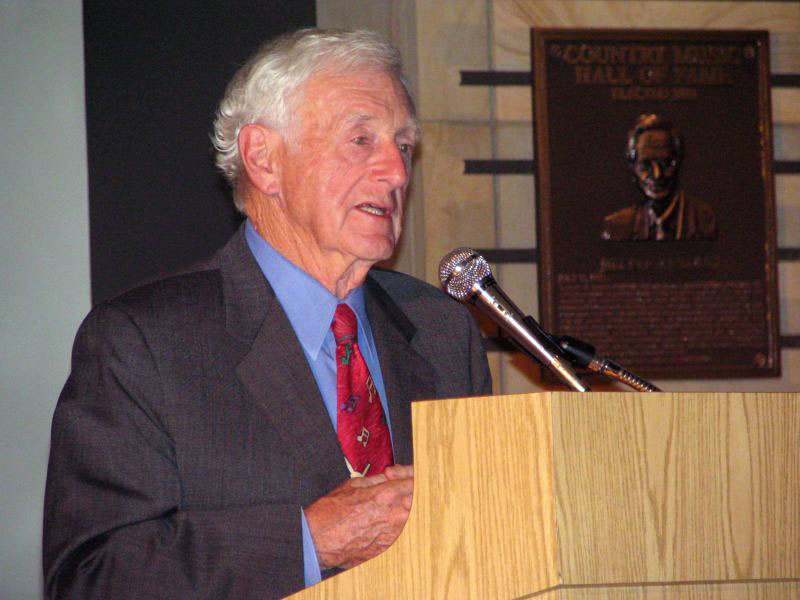
2005年5月，一位使用者在維基百科以美國記者約翰·席根塔勒為主題寫虛假條目誹謗他，導致大眾懷疑維基百科與用户生成内容的可靠性。

自2001年維基百科推出以來發生許多爭議。維基百科以「自由編輯」模式聞名，卻也引起公衆對於維基百科條目準確及可能破壞的擔憂。媒體也報導過維基百科與其托管者維基媒體基金會有關的爭議事件或醜聞：包括虛假內容、誹謗公眾人物、涉嫌商業利益衝突的條目。
2005年5月，某匿名使用者在維基百科上發布一篇關於美國知名記者約翰·席根塔勒的惡搞條目，此事件使媒體開始關注維基百科條目的可靠問題。2007年3月，維基百科發生Essjay事件，使維基百科再受媒體關注：英維管理員Essjay聲稱自己是私立大學的宗教學教授，擁有神學哲學博士及教會法規博士學位，但他事實上年僅24歲，未有大學學位。
2012年，傳出英國維基媒體協會董事會成員為直布羅陀政府提供有償諮詢的醜聞，其利益衝突也顯示維基百科公正的脆弱。  條目的不準確及虛構内容、使用者之間不太友好的編輯氛圍也使編輯參與度下降。2013年，根據維基人調查顯示，Wiki-PR公司使用網軍建立分身帳號為其付費客戶編輯維基百科，其中包括管理員在内的45名用戶。2015年，經Orangemoody調查顯示，一些商務或知名人士遭欺詐者以“誹謗條目”勒索，所用分身帳號達數百。幾篇學術論文也探討維基百科與維基媒體基金會內部的爭議。本列表將收集值得關注的案例。

## 概論
有學者曾分析過維基百科的爭議，社會學家霍華德·萊因戈爾德認爲：「維基百科的爭議正揭示了維基百科社群之社會機制的改變」；一項關於社會技術空間政治化的研究指出「維基百科爭議在爭議頁面受到外界注目時逐漸成熟」，亦有大學將維基百科的爭議作為討論道德與偏見的基礎課程選題。

## 編輯限制
維基百科稱自己為「任何人皆可編輯」的百科全書，但有時在發生過一些「編輯戰」與破壞後會限制使用者在編輯具爭議條目之權限。為了解決有關限制編輯導致的批評問題，同時減少針對這些爭議條目的惡作劇，維基百科嘗試将具爭議的條目開放給更多人編輯，讓他們的貢獻得到網站上更有經驗的使用者審議。

## 2002年
- 2002年2月：西班牙語維基百科在2月底決定脫離維基百科，藉以抗議聯合創始人吉米·威爾斯與拉里·桑格在維基百科網站的廣告計劃。[16]該分叉由埃德加·恩尼迪所建，並以自由百科（西班牙語：Enciclopedia Libre Universal en Español）的名義託管於塞維利亞大學。[17]大多數追隨者都跟隨著埃德加·恩尼迪，並在一年內發布了一萬以上條目，西班牙語維基百科則事實上處於閒置狀態至2003年中。[17]至此之後，廣告問題便成為維基百科的敏感話題。[17]威爾斯直到2006年才否認了維基百科不會有廣告的問題，他在同年的一月對ClickZ的記者表示：「（維基百科）會出現這樣的問題，即我們是否會利用『廣告帶來的』額外資金，來更好地追求我們的慈善使命。我們從來沒說過維基百科上絕對不會有廣告」。[18]

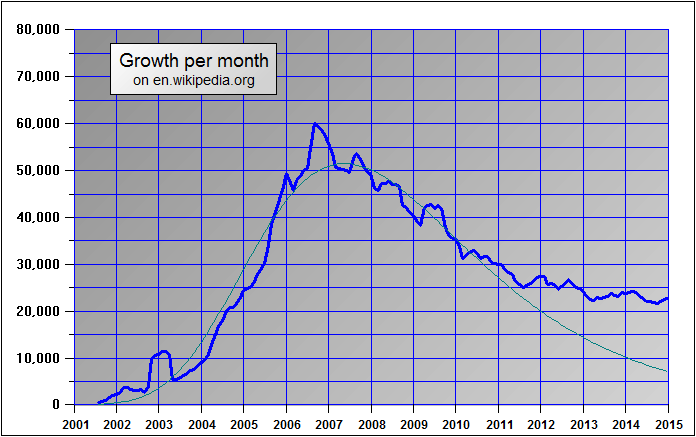
2002年末至2003年初的「rambot峰」

- 2002年10月：德里克·拉姆齊創建了一個叫做rambot的機器人，並在10月19日至25日間，依據2000年美國人口普查的免費訊息，生成33,832篇美國的每個缺失的鄉郡市村之小作品條目，使得維基百科條目頓時增加了大約40%。[19]酈安治在《维基百科革命（英语：The Wikipedia Revolution）》中稱這是「維基百科史上最具爭議性的舉措」。[19]

## 2005年
- 2005年9月

- 席根塔勒傳記事件是2005年5月起開始發生的一系列事件：有匿名者在維基百科上發布了一篇關於美國記者約翰·席根塔勒的惡作劇條目，該條目謊稱席根塔勒是暗殺美國總統约翰·肯尼迪與司法部長羅伯特·甘迺迪的嫌犯，並還謊稱其從1971年起在蘇聯生活了13年。曾是羅伯特·甘迺迪的好友兼助手：席根塔勒表示與維基百科上和他有關的條目都屬於「網絡誹謗」。該惡作劇之肇事者為布萊恩·蔡斯，他試圖以惡作劇的形式唬弄一名同事，這被維基百科評論家丹尼爾·布蘭德特與《紐約時報》記者所證實。該惡作劇於2005年10月從維基百科上被刪除（然而這個惡作劇仍在像是Answers.com和Reference.com的網站維持三個月），而席根塔勒則在後來將這個經歷寫入《今日美國》中。

- 丹尼爾·布蘭德特後來創辦了現已停業的維基百科批評網站「wikipedia-watch.org」，藉此回應他在試圖刪除自己的傳記時所發生的不愉快經歷。

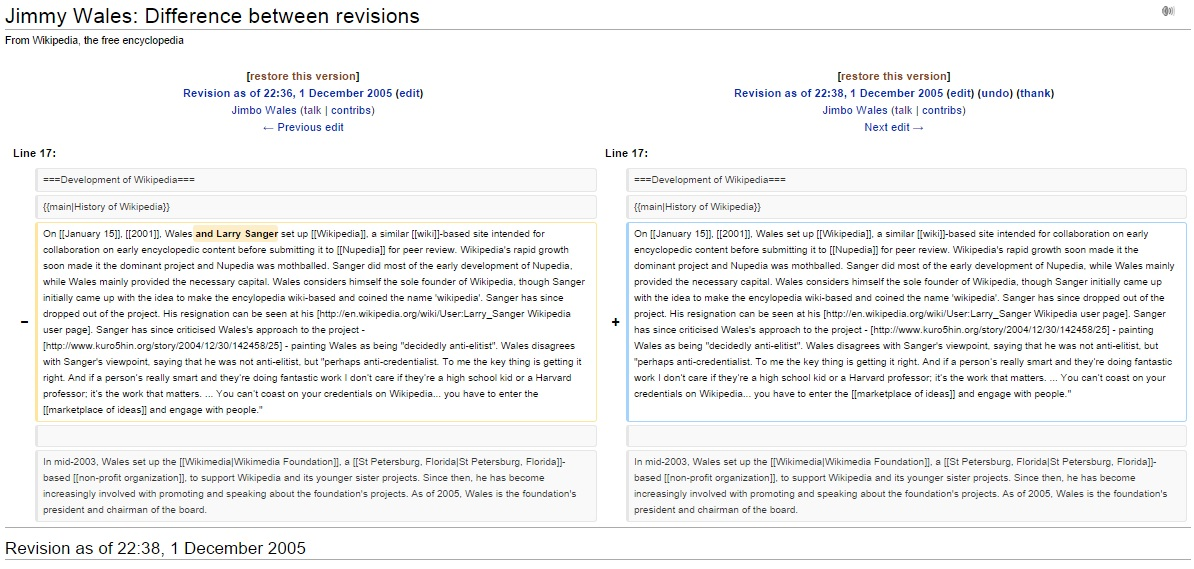
2005年12月，吉米·威爾斯的自傳式編輯引來外界批評

- 2005年11-12月：隸屬美國眾議院的IP地址因包含大量「蓄意破壞百科全書的完整性」之編輯而被封禁。[24]根據CBS新聞報導，這些編輯包括对馬蒂·米漢在內的維基百科條目進行修改，使其具有更積極性的語氣。[25]这种编辑促使美國政府道德辦公室（英语：United States Office of Government Ethics）的一位前主任說：「（對於）此等編輯以及他們改變一個人的資料的行為來看，這肯定是錯誤的，至少應該成為一些紀律處分的典型案例」。[24]

- 2005年12月：維基百科聯合創始人之一吉米·威爾斯被發現正在編輯自己的維基百科條目。根據公開日誌表明，他對自己的傳記進行了18次編輯，其中七次是對拉里·桑格是否為維基百科聯合創始人一事進行修改，還有人透漏威爾斯曾編輯過他的前公司Bomis的維基百科條目。Bomis網站中的一個叫做「Bomis Babes」的項目原本被描述為「軟調色情」，但威爾斯將其修改為「成人內容欄目」，並刪除了提及色情的內容。對此他稱他正在修改一個錯誤，且不同意將「Bomis Babes」稱為軟調色情。從這看出他承認了其做出此改動，但堅稱這是技術性修正。[26][27]

## 2006年
- 2006年2月1日：亨里克·巴圖塔惡作劇事件（英语：Henryk Batuta hoax）是由波蘭語維基百科的使用者們所揭發：這位完全虛構的巴圖塔被聲稱是一位波蘭共產主義革命者，為欧内斯特·海明威的助手。該條目存在了共15個月，還在其他17篇條目中被提及。[28][29]該惡作劇條目為一群自稱為「Batuta Army」的波蘭語維基百科使用者們所編輯，而中一名該組織中一名成員「Marek」告訴《觀察家報》，說他們之所以創造這篇條目，是為了引起人們對波蘭街道以及其他公共區域持續使用蘇聯官員的名字的關注，Marek稱「這些人中有許多人是叛徒、殺人犯，他們不配擁有這樣的榮譽」。[28]

- 2006年3月：丹尼爾·布蘭德特在維基百科上發現142起抄襲事件，並認為這個問題正困擾著該網站。[30]

- 2006年初-中：有媒體披露了關於美國國會幕僚在維基百科的編輯之事件：其主要涉及不同政客試圖刪除一些負面消息（包括引用的貶義詞與被違背的競選承諾等），並增加一些有利的消息或「榮光」的讚譽，或者用工作人員撰寫的傳記部分/全部內容來取代原內容。該事件涉及到五位政治家，分別為馬蒂·米漢、諾姆·科爾曼、康拉德·伯恩斯、喬·拜登與基爾·庫特耐特。[31]在一個類似的個案中，凱茜·考克斯（英语：Cathy Cox (American politician)）的競選經理莫頓·布萊特在被發現在維基百科上添加政敵的負面消息後遂辭職了。[32]

- 2006年7月：由格雷戈里·科斯與其妹妹創立的MyWikiBiz被傳出在維基百科上進行付費編輯[33]：儘管在他經一番研究後認為維基百科沒有禁止這種情況的政策，但其維基百科帳戶在他8月宣布創立該企業的新聞稿出現後就被封鎖。隨後維基百科的相關政策立刻添加，藉以有關規範MyWikiBiz相關活動。為此，吉米·威爾斯對於這個決定與將科斯帳戶封鎖的事情進行辯護（儘管他承認了偷偷摸摸付費編輯的事情正不斷地發生），他稱「在該網站內時不時會有這樣的事情發生是一回事，但是『拿來主義』又是另一回事。」[34][35]

## 2007年
- 2007年1月：

- 在卡達發生一連串的破壞後，當地的英語維基人被管理員短暫地禁止編輯，然後者並沒有意識到整個卡達的網路流量都是依賴於單一IP地址來傳輸。事後TechCrunch、Slashdot都報導稱維基百科禁止所有的卡達人編輯維基百科，威爾斯對此表示否認。

- 據透漏，微軟曾付錢給程序員里克·傑利夫編輯有關微軟產品的維基百科條目，特別是關於Office Open XML。對此，微軟一發言人表示該公司相關條目因被其競爭公司IBM嚴重偏袒，是以由一看似獨立的使用者來編輯應更容易被其他維基百科使用者接受。

- 2007年2月：

- 2月13日，美國職業高爾夫球手富齐·佐勒起訴邁阿密外國證書評估公司Josef Silny & Associates，原因是因為在2006年12月時，有人利用該公司的電腦在維基百科上對她進行誹謗。

- 芭芭拉·鮑爾起訴了經營維基百科網站的維基媒體基金會，稱其將她列為「最愚蠢的」文學代理人並損害其業務。該訴訟為維基百科辯護的是電子前哨基金會，全案最後於2008年7月被駁回。

- 2月16日，坦納·阿卡姆從美國搭機前往加拿大並準備接受麦吉尔大学法學院與康考迪亚大学的邀請去演講，但他卻在蒙特利尔特鲁多機場被拘留將近四個小時。對此，阿卡姆解釋說加拿大當局當時參照了去年（2006年）12月左右，在維基百科上關於自己的不正確傳記內容，還被其稱為恐怖份子。

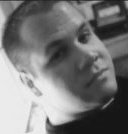
維基百科前管理員Essjay的真實身分與資歷之說法成為2007年《紐約客》的社論主題

- 2007年3月：發生Essjay事件──該事件起於一篇《紐約客》發表的罕見社論更正文，並稱有位叫Essjay的知名英語維基百科管理員兼使用者在2006年7月的一篇條目中自稱為「一所私立大學的宗教教授，及擁有哲學博士（神學）及教會法規博士學位」，但是實際上他只是一位24歲且沒有任何大學學位的年輕人。[3][4][48]然而在2007年1月，Essjay卻成為Wikia的僱員，進而暴露其真名：瑞安·喬丹。他後來被維基百科評論家丹尼爾·布蘭德特發現其真實身分並告訴給《紐約客》。[3][49]對此，吉米·威爾斯曾表示他一直把Essjay之暱稱視為一個假名，並沒有什麼問題：「Essjay一直都是一個出色的使用者，以及社群中值得信賴的成員，即使現在亦然。他對於整起事件都進行了深思與懺悔，我認為這事情已經解決了」。[3]此回應很快就引起維基百科社群的廣泛爭論，之後同樣作為聯合創始人的拉里·桑格很快就對其回應提出質疑：「吉米，假設你不是終身教授時，卻稱自己是終身教授，還說這是一個『假名』。這不是個身分欺詐是什麼。而最主要的問題並非你為什麼任命Essjay為仲裁委員會的成員，而是你為什麼不僅無視他那欺詐性的冒充一個有明顯的道德影響的教授身分，甚至還給他一份工作，並成為仲裁委員會成員至今呢？」[3]最終威爾斯請Essjay離開他在維基百科上的職位，後者接受，同時也辭去在Wikia的工作。[49]

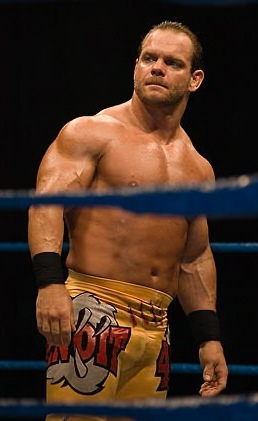
加拿大職業摔角手克里斯·班瓦

- 2007年6月：在警方發現克里斯·班瓦與其家人的屍體前14小時，他的英語維基百科條目上被添加了關於克里斯·班瓦死亡的聲明。這個看似有著先見之明的條目最初被維基新聞與後來的《福克斯新聞》報導。該條目最初寫：「克里斯·班瓦因為其個人因素，也就是其妻的死亡而缺席，而在復活節的ECW世界重量級冠軍賽中輸給約翰·莫里森。」其中，「其妻的死亡」這個內容是在美東時間6月25日的中午12點01分添加[50]，而據報導，費耶特縣警方是在美東時間的下午兩點30分發現班瓦一家人的屍體。該次編輯的IP地址在康乃狄克州的史丹福，即世界摔角娛樂總部的所在地。[51]在這個提前說出其死亡的消息傳入主流媒體中後，一位匿名使用者在維基新聞表示他的編輯「純為巧合，僅此而已」。[52][53]

- 2007年8月：眾所皆知，加州理工學院的計算和神經系統專業的研究生維吉爾·格里菲斯創建了一個可搜索數據庫：維基掃描器──他可以查看維基百科上未註冊帳戶的原始IP地址，進而得知是哪個機構組織的IP位址曾在維基百科上做出哪些編輯。[54][55][56][57]他之所以這麼做是因為美國國會議員編輯事件，他想看看是否還有人會藉此來宣傳自己。他對於尋找醜聞，特別是大型的有爭議公司有很大的興趣。他表示其開發該軟體是為了「給我不喜歡的公司和組織製造輕微的公關災難，（並）看看『這些有趣的組織』（我持中立態度的部分）都在做些什麼」。[58]他還想給維基百科的讀者提供一個檢查編輯是否正確的工具[57]，同時允許編輯的自動化與索引化。[59]維基掃描器所發現的東西基本上是小事或者完全無害，[57]但是也挖掘到過最具爭議性且最令人尷尬的利益衝突編輯案例，因而被全世界的各個媒體爭相報導。[60]這些案例中包括聖座[61][62]、美國中情局[57][62]、美國聯邦調查局[58]、美國民主黨的國會競選委員會[62][63]、美國共和黨[59][63]、英國工黨[63]、英國保守黨[59]、加拿大政府[64]、加拿大工業部[65]、澳洲總理、內閣與國防部[66][67][68][69][70]、聯合國[71]、美國參議院[72]、美國國土安全部[73]、美國國家環境保護局[73]、蒙大拿州參議員康拉德·伯恩斯[57]、俄亥俄州州長鮑勃·塔夫特（英语：Bob Taft）[74]、荷蘭約安-弗里索王子與其妻瑪貝爾王妃[75][76]、以色列內閣（英语：Cabinet of Israel）[77]、埃克森美孚[78]、沃爾瑪[57][78]、阿斯特捷利康製藥、迪堡太平洋有限公司[57][59][63]、陶氏化學[59]、華特迪士尼公司[64]、戴爾[78]、安海斯-布希[79]、雀巢[59]、百事可樂、波音[59]、索尼互動娛樂[80]、艺电[81]、SCO Group[79]、Myspace[59]、輝瑞[73]、雷神技術公司[73]、杜邦[82]、英国圣公会和天主教教堂[59]、山達基教會[59][64]、世界豐收教會（英语：World Harvest Church）[74]、國際特赦組織[59]、探索頻道[59]、福克斯新聞[63][83]、CBS、《華盛頓郵報》、美國全國步槍協會[59]、英國新聞集團[59]、半島電視台[73]、鮑勃瓊斯大學（英语：Bob Jones University）[73]與俄亥俄州立大學。[74]雖然這些編輯與已知的IP地址相關，但是並沒有證據可以表明以上更改來自於該組織/公司的成員/員工，只能證明有人使用了他們的網路。[62]維基百科發言人對於WikiScanner給予積極評價，並指出其有助於察覺到被利益衝突影響到相關條目，[58]同時增加透明度[62]並減少歪曲相關事實的意圖。[59]2008年，格里菲斯發布了WikiScanner的更新版本WikiWatcher：這也是利用了一個常見錯誤，即註冊帳戶的使用者不小心忘記賬戶，繼而暴露其自身IP地址及其隸屬關係。[84]截止至2012年3月，WikiScanner仍然處於上線狀態，但是並未運行。[85]

- 2007年9月：

- VentureBeat注意到奧倫·霍夫曼使用假名來編輯自己的維基百科條目。霍夫曼稱他當時編輯該條目的原因，是為了刪除一些不適當的評論內容。
- 維基百科為了防止一個被封禁的高度活躍使用者繼續編輯，造成了猶他州1000個IP被封鎖。

- 2007年10月：在最近去世的電視主題作曲家羅尼·黑澤赫斯特（英语：Ronnie Hazlehurst）的讣告中，許多英國媒體機溝報導說他曾與人共創了七小龍的歌曲《Reach（英语：Reach (S Club 7 song)）》，然而事實上他並沒有與人共創之。隨後人們發現這個訊息的內容來源自他的維基百科條目上的惡作劇內容。[89][90]

- 2007年12月：維基媒體基金會在沒有進行基本背景調查的情況下就聘請了卡羅琳·多蘭作為其首席運營官──她曾有三個州的盜竊、酒駕與肇事逃逸等犯罪紀錄。[91][92]據《The Register》報導，多蘭後來又因為酒駕被捕而辭職；基金會的律師邁克·戈德溫引述說：「我們從來沒有任何的文件來證明卡羅琳·多蘭存在任何犯罪紀錄。就我而言，我對於『她的犯罪紀錄』一無所知......在我們的紀錄中，沒有任何證據表明她有做過這樣的事情」。[93]美聯社甚至還曾報導說她「曾用槍打傷了她的男友」。[94]

## 2008年

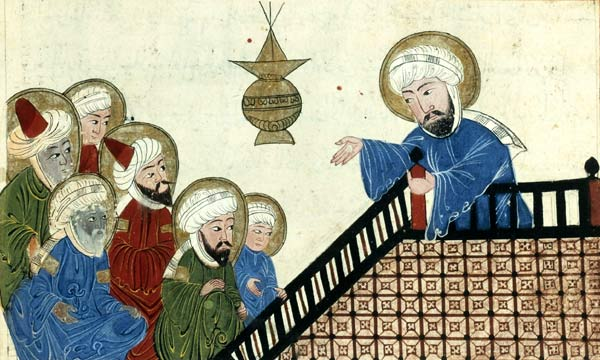
14世紀的波斯手稿中關於穆罕默德禁止「Nasi」的畫像之17世紀副本，他因為是對對穆罕默德的描述而招致反對的聲浪

- 2008年2月：一些穆斯林在網上請願，要求維基百科刪除掉先知穆罕默德的圖片，原因是因為該圖片違反了伊斯蘭教的戒律。[95]他們還組織一個電子郵件活動，並向英維施壓，要求他們刪除相關的圖片。[96]截止至2月7日時，已有十萬人牽數了該請願書，同時該條目也被保護起來，禁止非注冊使用者進行編輯。維基媒體基金會發言人傑·沃爾什在《信息周刊》中表示「維基百科的其中一個重要原則就是不會去審查內容。」德國維基媒體協會發言人馬蒂亞斯·辛德勒也在回應讓這些圖片從德維中刪除的意圖中表示「維基百科是一部百科全書，不是穆斯林之間的辯論大會。」[97]

- 2008年3月：

- 維基百科聯合創始人之一吉米·威爾斯利用維基百科結束了與保守派政治專欄作家、電視評論員兼大學講師雷切爾·馬斯登的關係：他在自己的條目上稱「我已不再與雷切爾·馬斯登有關係」。隨後該事件成為更廣泛面的維基百科爭議，因為威爾斯曾是在馬斯登的建議下（據稱是他們倆的私人聊天紀錄中），編輯了維基百科上關於馬斯登條目的傳記部分（在他們展開戀情之前）。

- 威爾斯被維基媒體基金會前僱員丹尼·伍爾指控其濫用基金會資金並用於娛樂用途，後者還稱威爾斯的維基媒體信用卡被沒收的一部分原因在於其消費習慣，隨後威爾斯否認該指控。基金會時任主席弗洛朗絲·德伍阿爾與前基 金會臨時執行董事布拉德·帕特里克否認威爾斯與基金會有過任何不當行為，並稱威爾斯對每筆開支都會進行說明，對於無收據項目則會自掏腰包；德伍阿爾在私底下也批評過威爾斯「不斷地改寫過去」。

- 杰弗里·弗農·默基稱威爾斯編輯了他的維基百科條目，藉以換取對維基媒體基金會的任何捐款。威爾斯將此指控斥為「无稽之谈」。

- 2008年5月：山達基教會成員與維基百科使用者之間長期存在的糾紛送交維基百科仲裁委員會處裡：教會成員被指控試圖維護教會利益並左右條目；其他使用者則被指控有逆行倒施的行為。之後仲裁委员会一致投票阻止了所有來自該教會有關的IP地址的使用者，幾位教會批評者也被禁止編輯。[104]

- 2008年6月：

- 在2007年，時任加拿大國會的卡爾加里中北區區長兼工業部長彭迪思提出要立法保護版權──眾人將其與《数字千年版权法》相提並論。由於該提議存在爭議，後於同年的12月被撤回。2008年6月，加拿大眾多媒體都猜測彭迪思將接替史蒂芬·哈珀成為加拿大總理，其中，在5月底~6月初之間，渥太華大學互联网法律教授麥克·蓋斯特發現關於彭迪思的維基百科條目被有心人士使用加拿大工業部的IP地址進行一連串匿名編輯，他刪除了原先對於彭迪思参与版权立法的批评性提及，同時增加他的一般性正面报道。隨後蓋斯特就在博客上公開了這項發現，有位加拿大評論家見狀該內容後就稱其為「稱頌彭迪思的胡言亂語」。

- 澳洲媒體稱，美國律師事務所Cadwalader, Wickersham & Taft曾代表澳大利亞電信CEO索爾·特魯希略威脅維基媒體基金會。據稱該信件包含「如果維基百科&媒體在該時間（3月7日下午七點）之前沒有刪除一些不適當的用語，其將採取必要行動來阻止該用語被重新放入，（特魯希略）先生也將打算提出訴訟......」據說他還要求封鎖寫下期誹謗性用語的使用者。對此威爾斯否認有收到過相關的威脅信，並說：「我很遺憾地看到一個媒體如此的不負責任的讓人覺得，維基百科會屈服於幾封反對合法性批評的律師函。比這更可悲的是，我看到了特魯希略先生因為沒有做過的事情而被那些不負責任的媒體攻擊。」

- 2008年8月：共和黨參議員兼後來的總統候選人約翰·麥凱恩被指控在維基百科上抄襲了他關於格鲁吉亚共和國的演講的一些內容。《國會季刊》表示其演講有兩個段落與維基百科中關於該國的內容段落相差無幾，其中第三段更是「驚人的相似」。[112]其演講稿是由演講稿的作者撰寫，而非麥凱恩本人。事後在《國會季刊》的文章發布後，麥凱恩的助手便發布一項聲明：「陳述基本歷史事實與日期的方法只有那麼多而已，與維基百科上內容的相似之處純屬巧合」。[113]

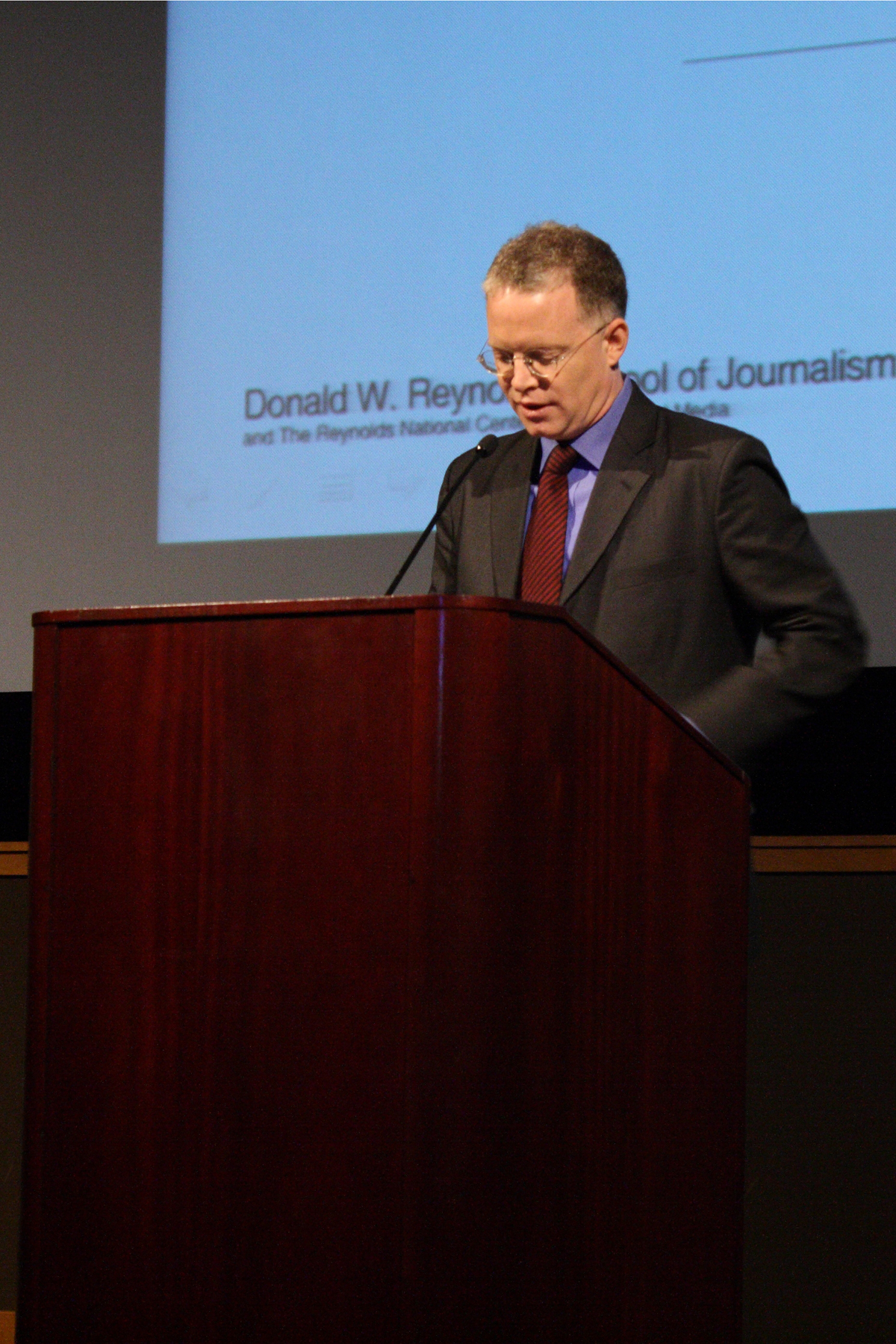
在被塔利班俘虜的消息並被維基百科有爭議的刪除的三年後的戴維·S·羅德記者（2011年）

- 2008年11月：《紐約時報》記者戴維·S·羅德在阿富汗報導時被塔利班綁架。《紐約時報》因為擔心此事會危及羅德的生命，所以他們沒有在版面上提及這件事情。[2]然而在其自主封鎖消息期間，有關羅德被綁架的聲明被寫進維基百科。隨後，《紐約時報》的代表致電創始人吉米·威爾斯，要求其壓下這個事情，後者他同意會處理這個事情，但為了避免他的編輯受到審查，於是他讓某不知名管理員刪除了這個訊息。[114]之後威爾斯告訴《紐約時報》媒體記者理查德·佩雷斯-佩納（英语：Richard Pérez-Peña）道：「我們真的得到幫助，因為他沒有出現在我們認為這是可靠來源的地方。否則我們會很難去接受的。」[115]據《基督科學箴言報》報導，威爾斯的行為隨後便受到大量博客與記者的批評，他們認為這個做法已然破壞了維基百科的可信度。[115]

- 2008年12月：

- 在12月初，网络观察基金会將關於《處女殺手》專輯之維基百科條目，添加到可能在英國視為非法的再現素材黑名單中，因該專輯的封面包含一個未成年少女的裸體。网络观察基金会的黑名單有95%是英國网络服務提供商自願執行的，而該問題最終導致了大多數英國百姓無法編輯維基百科上的任何條目。是以，維基媒體基金會對於將該網頁列入黑名單的行為表示抗議，哪怕正如网络观察基金会所說的「有關圖片可能已經違反了《1978年兒童保護法令》」，而後者也將以「前所未見」的方式，同意將該網頁從黑名單上刪除。

- T·米爾斯·凱利教授開展一項關於「對過去撒謊」的課程項目，並逐漸演變成關乎愛德華·歐文斯的惡作劇：愛德華·歐文斯的傳記被寫進維基百科中，並聲稱是一位牡蠣漁夫，因長期蕭條而轉職成為海盜，並以經過切萨皮克湾的船隻為目標。這個故事隨著媒體將其當成真人真事來報導時而被揭露。

## 2009年
- 2009年2月：史考特·基爾多爾（英语：Scott Kildall）與納撒尼爾·斯特恩（英语：Nathaniel Stern）創造了一個作為維基百科活條目之行為藝術作品：維基百科藝術。[121]過了15小時後，該網站因違反維基百科原則而被刪除。維基媒體基金會隨後聲稱其網址wikipediaart.org侵犯了其商標，[122]該爭議被許多全國性媒體爭相報導。[123]之後，維基百科藝術被納入2009年的威尼斯雙年展之網路館，.[124]其修訂版形式又出現在2011年的柏林跨媒體節（英语：transmediale）上。[125]

- 2009年3月：在法國作曲家莫里斯·賈爾去世數小時後，賈爾的維基百科條目被添加了一段假話：「我可以說，我的生命本身就是一部長長的原聲帶。音樂是我的生命，也給我帶來了生命，更是我离开这个生命后很长时间内被记住的方式。当我死的时候，我的脑海中会有一首只有我自己能听到的《Final Waltz》正在播放。」[126]隨後，這句話出現在世界各地報紙上的關於賈爾的讣告中。[127][2]

- 2009年5月：維基學者大衛·布斯羅伊德（英语：The History of British Political Parties）（一位英國工黨黨員）曾在2009年引起爭議：當時有位維基百科評論（英语：Wikipedia Review）員之一Tarantino發現他利用其分身帳號「Dbiv」、「Fys」、「Sam Blacketer」等帳戶進行編輯，其中Sam Blacketer還在2007年末成為英維仲裁委員會成員的一部分。[128]布斯羅伊德曾利用Sam Blacketer帳戶來編輯許多與英國政治有關的條目，尤其是其競爭者保守黨主席戴维·卡梅伦有關的條目。[129]不久後布斯羅伊德就把仲裁員連同管理員之職務全部辭去。[130][131]

- 2009年6月：

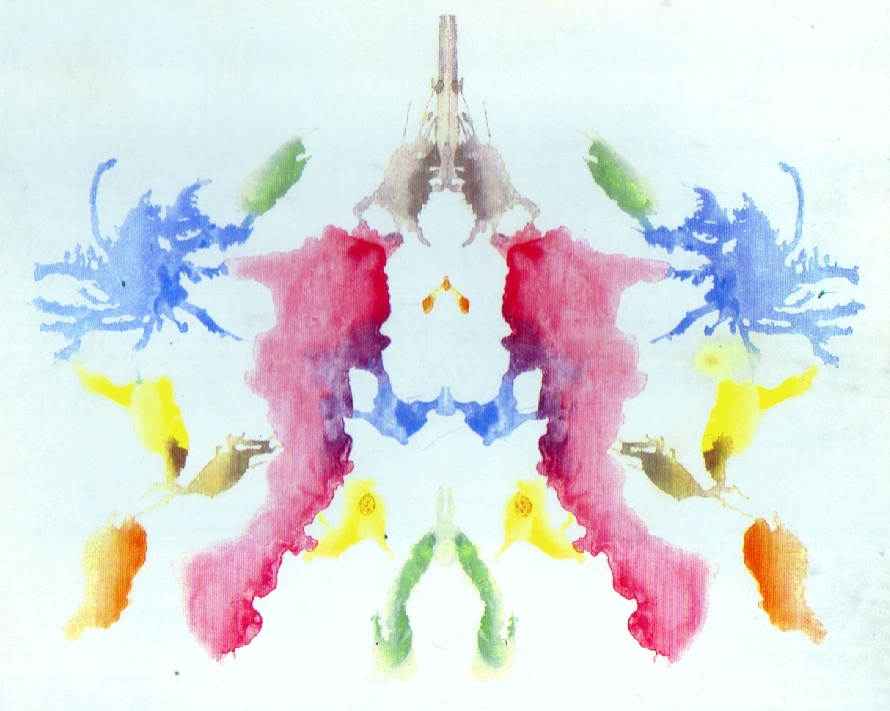
一些心理学家强烈反对詹姆斯·海爾曼在2009年6月公開的10个墨跡測驗的墨迹图像。

- 《連線》雜誌的克瑞斯·安德森被《維吉尼亞季刊評論》指控剽竊維基百科上關於《自由：激进价格的未来》一書之材料。安德森回應稱他最初有對這些材料進行正確的引用，但後來因為與出版商在格式上出現分歧，這些材料最終沒有在出版品上被列出，並表示「這是我的問題」，且會為這個錯誤負責，之後安德森宣布會在該書的電子書版與未來的出版書籍中糾正這些錯誤。安德森的書不是為了維基百科所體現的自由內容進行辯論，而是為了零價格之數字作品進行辯論。然而，由於其對自由的免費含意與零貨幣成本中的免費涵義的概念相互混淆（這兩個概念都是用於維基百科），其剽竊材料的事實被至少一位評論家認為「諷刺意味相當濃厚」。

- 加拿大醫生詹姆斯·海爾曼向維基百科上傳了十張墨跡測驗中所使用的圖片副本，理由是這些圖片的版權已經過期。隨後，他受到將其視為診斷評估的心理學家們廣泛批評，他們擔心會影響到已經事先知道該測驗的病人，繼而影響到他們的判斷。為此，他們之中還有一些人註冊了維基百科帳戶來反對保留該圖片。在同年的晚些時候，更有兩名心理學家在薩斯喀徹溫省醫療許可委員會中投訴海爾曼，並稱其上传圖像之行為是不專業的行為。

- 2009年11月：已被定罪的德國殺人犯沃爾夫岡·韋爾與曼弗雷德·勞伯（英语：Wolfgang Werlé and Manfred Lauber）在德國法院中起訴了維基媒體基金會，要求把他們名字從英維關於受害者沃爾特·塞德邁爾（英语：Walter Sedlmayr）的條目中刪除。[139]在兩人的律師亞歷山大·H·斯托普之努力下，德國法院判定強制要求維基遵守這種壓制性要求。[140]對此，邁克·戈德溫代表維基媒體基金會表示，該組織「理論上是不會編輯條目的，除非是受到了具管轄權之法院之命令。（如果）德維使用者選擇把他倆的名字從沃爾特·塞德邁爾的條目中刪除，我們會支持其選擇。英維使用者選擇讓他倆的名字寫在該條目裡面，我們同樣會支持其選擇。」[141]

- 2009年12月：1999年《辦公空間（英语：Office Space）》的演員榮·利文斯通向洛杉磯縣高等法院（英语：Los Angeles County Superior Court）起訴一名無名氏多次編輯關於利文斯通的維基百科條目，並把利文斯通是同性戀，以及與李·丹尼森（可能是虛構的）存在關係之陳述。[142]該控訴還稱，被告無名氏還為了他與其假定伴侶建立了FB簡介。[143]該起訴案既沒有提及維基百科，也沒有提到FB，顯然是為了讓利文斯通有權讓這兩個組織傳喚出有關無名氏的身分訊息。[144]事後，利文斯通被指責是恐同症，為史翠珊效應的表現。当时维基媒体基金会的通讯主管傑·沃爾什表示「這是一個很嚴重的問題，我們相當認真地面對之。我們理解這些條目中反映的是真實存在的人。......關於活人的條目是很難處裡的，某些粉絲或酸民可能會破壞、擾亂條目。這對我們來說並非第一次遇過的情況。」[145]

## 2010年

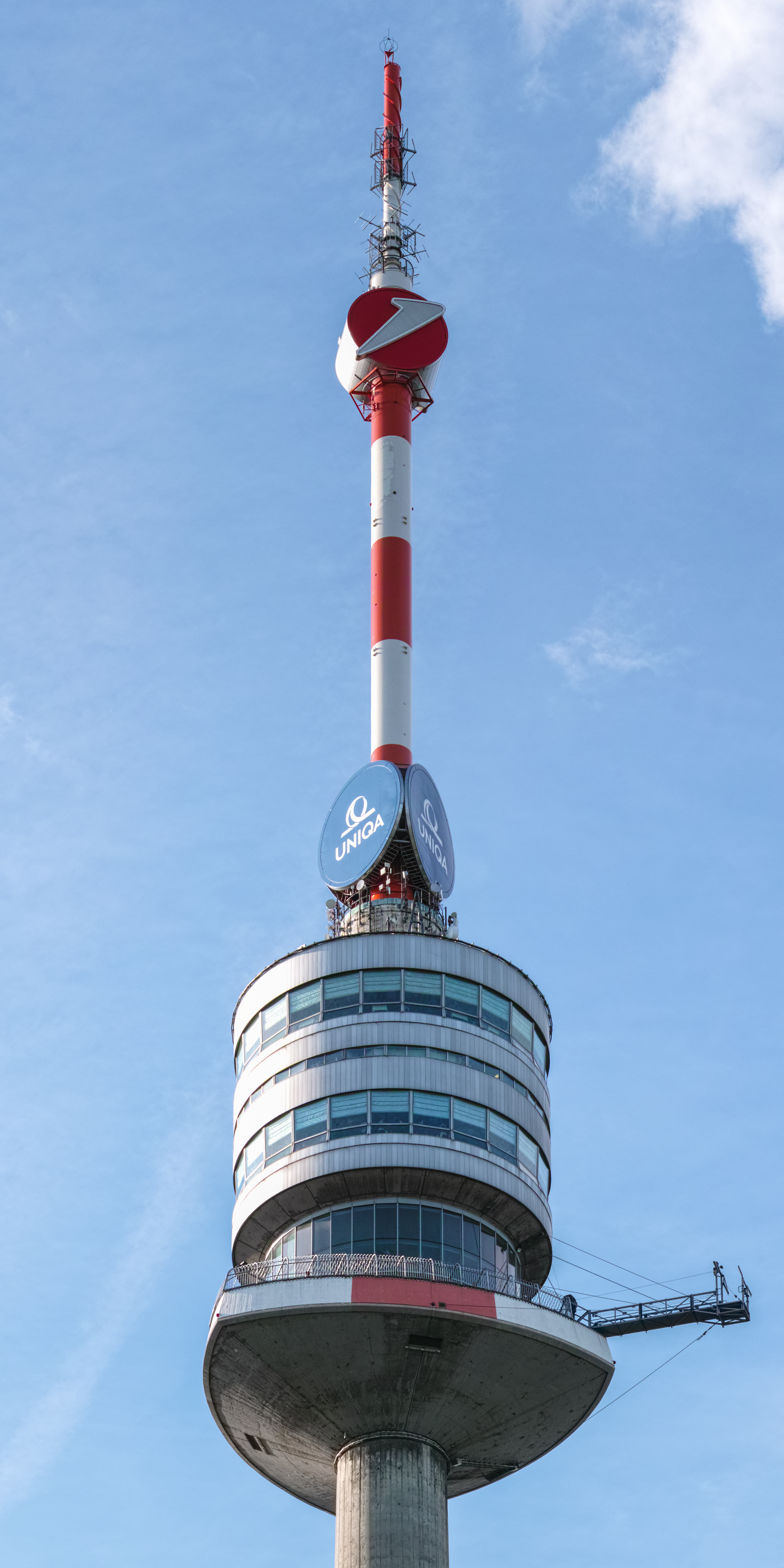
多瑙塔之觀景台與尖塔

- 2010年4月與以前：維也納的多瑙塔（德語：Donauturm）在德維之中一度成為最受爭議的簡易名詞之一。[146]雖然該瞭望塔在設計上與斯圖加特電視塔（英语：Fernsehturm Stuttgart）有一些相似之處，但是前者從未被用於電視廣播用途。德維對於合適的標題與類別進行了大約60萬字的討論。一些使用者（通常是奧地利人）拒絕將多瑙塔說成是「電視塔」的用法，其他人則繼續擁護此用法。[146]《明鏡周刊》對此問題的報導中引用了某使用者的話：「在美好的日子裡，維基百科比任何一個電視連續劇還要好。」[146]

- 2010年7月：在世界盃足球賽後，国际足球联合会主席塞普·布拉特被授予O.R.Tambo戰友勳章（英语：Order of the Companions of O. R. Tambo）來表彰其在世界盃期間的貢獻。隨後，南非政府宣布在獲獎網頁上稱其為約瑟夫·塞普·「貝倫德」·布拉特（該名稱來源於於維基百科上關於他的被破壞條目中的綽號。[147]其中「貝倫德」（英語：Bellend）在英式俚語（英语：British slang）中指的是陰莖的頂端。）[148]

- 2010年8月：聯邦調查局在要求維基百科將其標誌（英语：Symbols of the Federal Bureau of Investigation）從其移除（理由是該高分辨率圖片有助於製造假的联邦调查局標誌）之後，維基媒體基金會律師邁克·戈德溫致函聯邦調查局，回絕了他們的要求，並認為其曲解了法律。[149][150]

- 2010年9月：右翼電台主持人拉什·林博在廣播上討論即將在美國佛羅里達北區聯邦地區法院中，由羅傑·文森（英语：Roger Vinson）法官在法庭中舉行的全國獨立企業聯盟訴西貝利厄斯案之聽證會。該案是由各州試圖對於《患者保護與平價醫療法案》（由歐巴馬簽署）表示異議的案件之一。[151]林博告訴其聽眾說，文森曾經殺死過三頭棕熊，並把他們的頭架在法庭的門上，據稱他這麼做是為了「向被告灌輸對上帝的恐懼。」[152]他還表示這對「歐巴馬健保」的支持者來說並非好事──這個故事不僅是假的，而且在廣播的前幾天就被編輯進關於文森的維基百科條目中[153]至於放進維基百科中的捕熊敘述之來源為《彭薩科拉新聞雜誌（英语：Pensacola News Journal）》上的一個從未存在過的故事。後來，一位林博的發言人告訴《紐約時報》說是該節目中的一位研究人員在該雜誌中發現的這個訊息，但是該雜誌的總編輯告訴《紐約時報》說他們從未發表過這樣的訊息。[152]

## 2011年
- 2011年6月：

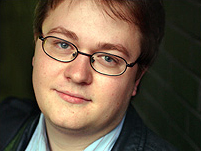
2011年9月，英國作家兼記者約翰·哈里承認其利用了維基百科來攻擊他的對手，並在網站上編輯關於他們的條目並捏造不實內容而引起爭議。

- 美國副總統候選人之一莎拉·佩林將美國獨立戰爭英雄保羅·里維爾描述道「他透過敲響那些鐘聲來警告英國人，他們無法奪走我們的武器。」該描述被《美國新聞與世界報導》定性為「糟糕的胡言亂語」，並拉開了維基百科中關於里維爾的條目內容之爭論。佩琳的各種言論與解釋被她的支持者加入關於里維爾的維基百科條目中，隨後又被其詆毀者所刪除，有至少一位評論家對此認為「在某些情況下，人們似乎為了嘲諷佩琳女士，繼而將那些言論都放在她身上。」在珮琳發言後十天，該維基百科條目的瀏覽量超過五十萬，並在該條目的討論頁與國家媒體上引發廣泛且沒有結果的討論，即關於這起事件對這篇條目是好是壞。對此，羅伯特·施萊辛格在美國新聞與世界報導寫下他對該事件的總結：「過去有人說保守主義會站到歷史的對立面並大喊『停下來』。現在他似乎有越來越多的人站到現實旁邊並同時按下『編輯』鈕。」

- 《PRWeek》報導了一位不願透露姓名的「修復者」，他是一位倫敦公關行業人士，專為客戶「清除」維基百科條目。此人被指控更改了包括車載電話倉庫公司聯合創始人大衛·羅斯、馮·埃森集團董事長安德魯·戴維斯、英国房地产开发商大衛·羅蘭、沙烏地億萬富翁馬安·薩尼亞與第19代德比伯爵愛德華·斯坦利等等之維基百科條目。根據其報導，有42次編輯來源自同一個IP，其中大部分為刪除負面與有爭議之內容，或添加正面內容。

- 2011年9月：英國作家兼記者約翰·哈里（英语：Johann Hari）承認其利用維基百科來攻擊他的對手[154]，他使用假名在網上編輯關於他們的條目。[155]他利用分帳進行為期六年的嘲諷，並一再地為自己「涂脂抹粉」，同時在其認為是敵人的條目（受包括弗朗西斯·惠恩、尼克·科恩（英语：Nick Cohen）、尼爾·弗格森，以及被謊稱從《天主教先驅報（英语：Catholic Herald）》被解雇的克里斯蒂娜·奧多內（英语：Cristina Odone））捏造不實訊息。[162]──其中奧多內還被哈里匿名編輯為有反猶的嫌疑。[163]

- 2011年11月：南非政府通過《國家訊息保護法案（英语：Protection of State Information Bill）》來使某些形式的言論在該國內構成犯罪。此後維基百科上關於執政黨非洲人国民大会之條目遭到抗議者修改。[164]這些抗議者刪除了批評非國大的內容，大概是要暗示這些內容都是非法的，這麼做是為了因應新法律。[165]對此，非國大發言人基思·科扎否認了這一點，並表示這些行為是「不符合文明社會的行為。」[164]

## 2012年
- 2012年1月：

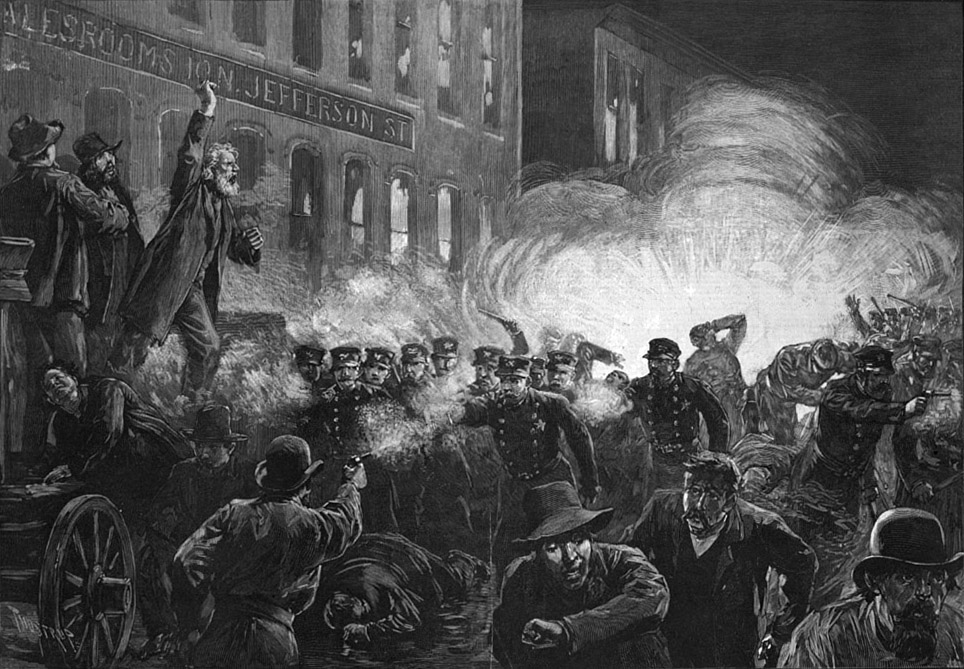
歷史學家提莫西·梅塞爾-克魯斯編輯了有關芝加哥乾草市場事件的條目之經歷，引發了對维基百科上的真理而非「可验证性」作用之爭論。

- 英國議員湯姆·沃特森發現波特蘭通訊公司一直在維基百科上刪除其客戶的一產品之暱稱：「打老婆的人」（即安海斯-布希英博集團的時代啤酒）英國特許公共關係學會CEO簡·威爾遜指出「時代啤酒出現在『打老婆的人』的頁面上；該稱號為該品牌的強勁大陸啤酒通用綽號。品牌經理若想改變這一點就需要解決更廣泛的聲譽問題，然而在維基百科上刪除這個關聯，治標不治本。」其他來自波特蘭辦公室的條目修改包括其另一個客戶：哈薩克BTA銀行與其前負責人穆赫塔爾·阿布利亞佐夫之維基百科條目的修改。對此，波特蘭公司並未否認做過這些事情，並認為這些修改很透明，並遵循了維基百科的相關政策。隨後波特蘭通訊公司對著英國特許公共關係學會於不久宣布歡迎維基百科與之合作，並邀請吉米·威爾斯到他們公司演講，如同他在Bell Pottinger所做的一樣。湯姆·沃特森表示他對此持樂觀態度：「在這個線上訊息共享的世界裡，公關專業人士需要明確的指導方針：這就是我為什麼會很高興有關各方走到一起，並建立出一個明確的行為準則出來。」

- 在2008年美國總統競選期間，贝拉克·奥巴马與約翰·麥凱恩的競選團隊在維基百科條目中所做的修改被放上新聞版面。

- 2012年2月：美國勞工史學家提莫西·梅塞爾-克魯斯（英语：Timothy Messer-Kruse）（一位研究乾草市場事件的專家）在《高等教育紀事報》上發表了一篇文章，稱她為了編輯維基百科上的有關條目而進行了三年鬥爭。[171]梅塞爾-克魯斯發現了有關的新原始資料：這些資料在其專業意見中對該事件的傳統觀念產生懷疑。當他在2009年第一次嘗試編輯條目並添加這些新訊息時，其他使用者告訴他這些原始訊息是不能放進維基百科，除非找到已出版之二手資料。[172]正如他後來在全國公共廣播電台所說的「我現在在等待時機的到來，我知道我的相關書籍將在2011年出版。」[173]當他等到其書籍出版後，再回來把他的新撰寫之材料寫進條目中時，他被告知這不是大眾所認為的觀點，無法擁有「足夠關注度」，哪怕在他的書中證明了這個多數人的觀點在該案件的主要細節中並不正確。[174]對此维基媒体基金会的史蒂文·沃林告訴全國公共廣播電台，維基百科的所有規則都有確實執行，他表示「我們不會依靠一個不確切的個別人士說的話，只會根據他們自己的可信度。」[175]之後國家安全學者班傑明·維茨（英语：Benjamin Wittes）與斯蒂芬妮·洛伊特引用梅塞爾-克魯斯的經歷來闡明「維基百科的政策是否在鼓勵對參考來源的過度保守」的「廣泛問題」。[172]

- 2012年3月：新聞調查局發現英國國會議員或其工作人員對維基百科進行了將近一萬次編輯，其中幾乎有六分之一關於國會議員之維基百科條目都是在議會內部編輯。[176]許多更改都涉及至2009年支出醜聞（英语：United Kingdom parliamentary expenses scandal）期間，並試圖從維基百科上刪除一些不光彩的細節以及其他有爭議的問題。[177]英國政治家瓊·瑞安（英语：Joan Ryan (politician)）承認「他只要看到有誤導性與不真實的訊息『被』放在上面就會試圖修改其條目。」[177]克萊兒·肖特（英语：Clare Short）表示她的工作人員對於她的維基百科條目上的錯誤與批評「感到憤怒」，並承認他們也許對該條目進行過修改；[177]工黨議員法比安·漢密爾頓還報告稱他的一名助手曾編輯過他的條目來讓他看來變得更加準確；[177]國會議員菲利普·戴維斯則否認其曾在2006與2007年修改與穆斯林有關的爭議評論。[177]

- 2012年7月：

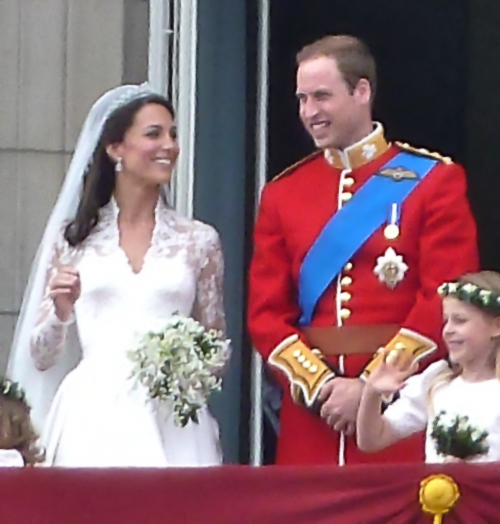
關於威爾斯王妃凱薩琳的婚紗的條目被試圖刪除，因而成為英維上的眾多爭議之一，並得到眾多媒體之報導。

- 關於威爾斯王妃凱薩琳的婚紗的條目被試圖刪除，因而成為英維上的眾多爭議之一。吉米·威爾斯在2012年的維基媒體國際會議上用此爭議來說明其關於維基百科上的「性別差距」之概念。該概念隨後也被媒體報導。

- 英國維基媒體協會主席兼英維管理員阿什利·范·哈夫滕因為使用分身帳戶並其他違反維基百科規範與政策之行為，被禁止在英維編輯六個月。隨後一直到范·哈夫滕在八月辭去主席一職前，英國維基媒體協會的董事會都一直支持著他。

- 2012年9月：

- 作家菲利普·羅斯發表了一封致維基百科的公開信，上面描述他在試圖修改其小說《人性的污點》之維基百科條目時與維基百科社群發生衝突：儘管科爾曼·希爾克這個角色之靈感來自於梅爾文·圖明的案件，但是許多人都將其與阿納托爾·布羅亞德的生活相提並論，羅斯試圖刪除關於布羅亞德是其靈感來源的聲明。然而他的編輯很快就被回退，理由是編輯的直接陳述屬於一次文獻，而非二次文獻。维基百科管理员兼社群联络员奧利佛·凱斯隨後寫了一篇部落格並批評罗斯和他的做法，同時指出即使在罗斯試圖修改這篇條目前，他便已經引用一次公開的採訪，羅斯在該採訪曾表示科爾曼·希爾克的靈感來自於圖明而非布羅亞德。凱斯還指出這些編輯是透過一個匿名IP所進行，且沒有任何證據來支持羅斯有實際參與編輯的說法。

- 直布羅陀百科全書是由使用者們創立關於直布羅陀的項目，該項目的負責人兼维基媒体英国董事会成员羅傑·班金被擔心與直布羅陀政府在直布羅陀百科全書方面存在聯繫而受到審查。最令人擔憂的是，該網站的首頁「你知道嗎？」之部分據稱被用來為班金的客戶做宣傳。最後班金在迫於壓力使然後從董事會中辭職。

- 2012年10月：亞洲足球管理機構由於引用來自維基百科的一篇被破壞條目之內容，將阿聯酋足球隊稱之為「沙猴」，繼而被迫向後者道歉。[188][189][190]

- 2012年11月：萊維森大法官（英语：Brian Leveson）在其关于英国新闻标准的报告中写道：「《獨立報》是由記者安德烈亞斯·惠塔姆·史密斯、斯蒂芬·格洛佛與布雷特斯·特勞布於1986年建立......」他使用《獨立報》的維基百科條目作為其參考來源，然而由於該條目受到過一次破壞，使得真正的創始人之一馬修·西蒙茲被替換成一個未知的人物布雷特斯·特勞布。[191]《經濟學人》對於利維森檔案（英语：Leveson Inquiry）的評價是「他的部分內容是從維基百科上複製貼上之作。」[192]

- 2012年12月：在吉米·威爾斯的維基百科使用者討論頁上，發生了關於他與哈薩克共和國WikiBilim（英语：WikiBilim）組織和哈薩克共和國專制政府的關係之討論。當其他維基百科使用者懷疑他與托尼·布莱尔的友誼時，威爾斯單方面關閉了討論頁，布莱尔的公司曾向哈萨克政府提供有偿咨询服务。威爾斯表示這種提問方式「非常的怪異且不相關」，並讓Wikipediocracy的版主安德烈亞斯·科比以「Jayen466」之使用者身分，在他的維基百科使用者討論頁寫上「請遠離我的討論頁」之字樣。[193][194]

## 2013年
- 2013年1月：

- 一篇關於「比乔林冲突」的惡作劇條目被發現，並引發媒體的廣泛關注。該條目為發生在印度果阿邦的一場精心策畫但完全虛構的戰事，並在英維上列為優良條目（一種在英維上的質量獎，被授予者不到1%）五年之久。

- 維基百科使用者們曾對於電影《星际迷航：暗黑无界》的標題中的「I」大寫問題造成持續近兩個月的持久衝突：該衝突主要在於Star Trek Into Darkness是否該寫成Star Trek into Darkness。該衝突在該條目討論頁上超過四萬字，主要圍繞在標題上並沒有冒號這檔事（如同其他星際爭霸戰電影標題的冒號一般），促使「Into Darkness」是否隸屬副標題而陷入僵持。後來這場衝突受到媒體的廣泛報導，並注意到此次衝突相當愚蠢且沒有意義，漫畫家兰道尔·门罗還在xkcd中，畫了一幅有其中一使用者將標題改成「StAr TrEk InTo DaRkNeSs」來解決該衝突的漫畫。該衝突最後基於主要與次要來源的共識下維持「I」大寫告終。

- 2013年2月：監獄公司GEO集團在宣布獲得佛羅里達大西洋大學體育場（英语：FAU Stadium）的冠名權後，一位叫做「Abraham Cohen」的使用者（其當時也為GEO集團的企業關係經理）編輯了該公司的條目，並刪除其過去的爭議內容，這起事件隨後被媒體所報導。[200][201]

- 2013年3月：由於BP條目的大部分內容皆由一位同時為維基百科使用者的公司員工所寫而引發爭議。[202][203]

- 2013年4月：

- 法維的一個關於軍用電台皮埃爾敍奧特軍用無線電台（法語：Station hertzienne militaire de Pierre-sur-Haute）之條目引來法國情報機構對內安全總局的關注，後者還試圖將該條目刪除。他在2013年3月提出刪除請求後，维基媒体基金会曾詢問對內安全總局是該條目的哪個部分造成問題，並指出該條目反映了法國地方電視台Télévision Loire 7在2004年製作的一部紀錄片的訊息（該紀錄片為與法國空軍合作製作，在網上可以免費觀看）。對內安全總局拒絕提供相關細節，並再次要求刪除該條目。之後該組織向法維志願管理員兼维基媒体法國分部成員雷米·馬蒂斯施壓，並威脅其如果不刪除條目就會逮捕他。該條目後來被另外一個居住於瑞士的維基人恢復。這篇條目由於這起爭議而一度成為法維閱覽量最高的條目，在2013年4月6-7日之周末期間共有超過12萬的條目瀏覽量。而馬蒂斯則因為在該爭議中的作用而被吉米·威爾斯在2013年的維基媒體國際會議上評為年度最佳维基人。

- 俄罗斯联邦通信、信息技术和大众传媒监督局發言人證實維基百科因為俄維紀載了關於吸食大麻的條目而被列入黑名單。任何被列入黑名單的運營商有24小時來刪除違法材料，否則網站主機或者網站運營者將被要求禁止在俄羅斯內訪問該網站。《紐約時報》在3月時報導說俄羅斯已經開始「選擇性的」禁止那些政府認為違反俄羅斯憲法或者對兒童有害的網路內容。

- 《太陽報》稱工黨議員楚卡·烏穆納在2007年當選前，使用維基百科使用者名稱「Socialdemocrat」創建並反覆地編輯自己的維基百科條目。烏穆納告訴《每日電訊報》稱他從未修改過自己的維基百科條目，但是該報引用其所谓的「接近烏穆納的消息来源」，稱他告诉该报「可能是他的競選團隊人員之一為了讓他試圖選為2010年大選的工黨候選人而在2007年創建該條目。」2013年4月11日，《倫敦旗幟晚報》稱2008年1月的一次編輯是在他當時在律師事務所工作的一台電腦上編輯。烏穆納則表示他「不記得」有這麼做過。

- 加拿大媒體廣泛報導了關於加拿大政治家不列颠哥伦比亚省的新民主黨主席狄德安的維基百科條目編輯戰。狄德安受雇於當時的不列颠哥伦比亚省省長簡嘉年時，曾偽造了一份與簡嘉年捲入的賭場醜聞有關的備忘錄，繼而導致狄德安被解雇。環球新聞與《溫哥華太陽報》指出，在狄德安的條目導言中不提及該事件的維基百科使用者為麥克·克萊文，他以「Skookum1」之名稱編輯維基百科。克萊文否認他與新民主黨有任何瓜葛，他稱「我是花了最多精力阻止人們對於此事進行煽動性與不適當的敘述與編輯。之所以對條目進行粉飾以避免提及該事件，是為了防止該條目變成誹謗文......不列颠哥伦比亚省的自由黨以前就在維基百科上搞過這檔事；當然他們可以說這不是他們幹的，但那些聲稱不是他們的人的議程太像他們了，不值得我再进一步解释。」

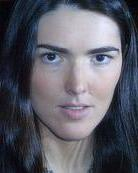
作家阿曼达·菲利普基在2013年4月於《紐約時報》發表專欄文章，並批評了維基百科的「美國女性小說家」之類別。

- 美國作家阿曼达·菲利普基在《纽约时报》上發表专栏文章，認為美国小说家以及其他国家的女性小说家的維基百科條目分类存在性別歧視。此前她注意到多名維基人将女性作家从「美国小说家」的分类中刪除，转而归入到「美国女性小说家」的分类中。这篇专栏文章引起女权主义者和其他评论人士對維基百科的强烈抗议，他们認為維基百科上存在性别歧视以及女性小说家遭到贬低。阿曼达·菲利普基在之後發表的一篇文章中表示，有維基人不滿她的批评，将她的维基百科條目作为攻擊目标。后来阿曼达·菲利普基在《大西洋》上发表了另一篇文章，驳斥了媒体将女性小说家的重新分类归咎于单一維基人的说法，她指出至少有7位不同的維基人對十七位女性作家的重新分类负有责任。安德魯·倫納德後來在為Salon.com撰寫的報告中發現，在菲利普基發表該文章之後，她的條目與有關她的條目（包括她父親丹尼爾·菲利普基的條目）都充斥著「報復性編輯」。倫納德大量引用了維基百科使用者「Qworty」對此的評論：他在菲利普基的條目討論頁中寫道「喔~讓我們被神聖的《紐約時報》透過各種手段所嚇倒吧！因為當《紐約時報》讓你閉嘴的時候，你就得閉嘴，這就是他們所稱之為『自由』的表現方式，而《紐約時報》就是要在全球範圍內促進這種自由，這也是為何他們會僱用朱迪思·米勒的關係。」

- 2013年5月：安德魯·倫納德在Salon.com上撰文指出，維基百科使用者「Qworty （页面存档备份，存于）」的真實身分為羅伯特·克拉克·揚。他先是透過將關於小說家兼維基百科評論者阿曼达·菲利普基的維基百科條目上進行「報復性編輯」，也經常編輯一些負面消息在不同意他的作家條目。倫納德在調查期間受到了維基百科批評網站Wikipediocracy成員的協助。[227]《華盛頓月刊》專欄作家凱瑟琳·蓋爾對此事件說：「Qworty事件揭示了維基百科條目的致命弱點。任何擁有足夠時間與資源的人，只要足夠癡迷就可在網站上發布虛假、誤導性及極為偏頗的內容。」[228]在倫納德發表該文章不久，維基百科就無限期禁止「Qworty」編輯維基百科，[227]而後為了確定揚使用多個帳戶進行編輯的程度，維基百科還進行了一次傀儡帳戶調查。[229][230]維基百科聯合創始人吉米·威爾斯在其討論頁中寫到這個插曲中，引用了倫納德的原創文章內容「對於我們這些熱愛維基百科的人來說，Qworty事件的影響並不令人欣慰。」[227]並繼續寫稱「以上為我的總結。也許很快還會有更多想法。我應該在幾年前就該直接禁止他編輯。許多其他人也會這樣做，但是最後我們沒有這麼做──這說明我們的制度存在嚴重瑕疵。」[229]之後伦纳德继续对揚的编辑工作进行调查，發現他一直在讨伐與現代異教有關的主題與人物的條目。伦纳德表示在2012年被提名刪除的異教徒之一，在聽聞其報復性編輯被曝光後，就提名刪除揚的條目藉以報復。然而這位異教徒使用者告訴倫納德「他不太可能成功讓其條目被刪除，因为Salon关于Qworty事件的一系列文章已经将整个传奇故事奉为维基百科历史上的一个值得注意的时刻。」[231]

- 2013年6月：維基百科聯合創始人吉米·威爾斯要求其他使用者將爱德华·斯诺登疑似在維基百科上的活動發佈到威爾斯的討論頁上。此事並沒有發現到斯諾登編輯的證據，還觸犯了維基百科嚴格的「舉報」政策。[232][233][234][235][236][237]

- 2013年8月：8月22日，切爾西（當時叫做布拉德利）·曼寧宣布她打算轉性。此後不久，維基百科的曼寧之條目從布拉德利·曼寧移動至切爾西·曼寧，並被重新改寫，藉以反映曼寧的女性名字與性別。此事件起初「爭議性並不大」。[238]然而在一天之內，該條目的一個長期的移動請求 （页面存档备份，存于）因為一個沒有取得共識的請求被發現而導致被改回布拉德利·曼寧，一直到10月的第二個長期移動 （页面存档备份，存于）之請求出現共識，即確實該稱為切爾西·曼寧為止。不久，維基百科的仲裁委員會在同月審理了關於該條目的爭議，結果因為有幾個使用者發表恐跨言論，並指責他人發表支持言論而被禁止編輯與跨性別有關的條目。此作法使跨性別媒體觀察組織（英语：Trans Media Watch）批評委員會暗示著對恐跨的指責和實際的跨性別恐懼症一樣糟糕。[239]

- 2013年9月：

- 曾代表伊拉克平民起訴私營軍事顧問公司黑水國際（即今天的Academi）的律師蘇珊·L·伯克提出訴訟並要求查明兩名維基百科使用者的身分。據稱這兩個使用者在她的維基百科條目上插入不實的誤導訊息，她稱這兩位使用者是黑水國際的人。

- 克羅埃西亞的報紙上稱克羅埃西亞語維基百科已被「一名法西斯分子集團」接管，他們正在改寫克羅埃西亞歷史並宣揚反塞族情緒。克羅埃西亞教育、科學與體育部長澤利科·賈萬諾維奇發表公開聲明表示，克羅埃西亞的學生不應該依賴於克羅埃西亞語維基百科「我們必須指出，克羅埃西亞版維基百科的許多內容不僅有誤導性，且明顯為偽造品。」札格雷布大学人文與社會科學學院歷史學家斯涅扎納·科倫在接受克羅埃西亞通訊社採訪時，判斷這些具爭議之條目「存在著偏見與惡意，甚至於是外行」，並補充說「這些是你可以在邊緣組織與行動網頁上找到的條目類型」，並對這些使用者的區分善惡能力表示懷疑。

- 2013年10月：

- 维基媒体基金会执行主任蘇·加德納對於來自維基百科的捐贈資金過多地流向世界各地的維基媒體分部而表示擔心，她認為這是為官僚機構提供資金，並不會對百科全書帶來好處。她還擔心說维基媒体的资金传播委员会程序，「因其主要由資金尋求者所主導，目前的制度並沒有完善的保護來防止潛在的相互吹捧、自我交易及其他腐敗行為。」

- 蘭德·保羅被指控在其一些演講中引用維基百科內容。具體來說，《紐約時報》的傑里米·彼得斯指責保羅在发表关于優生學的演讲时，剽窃了維基百科上關於千鈞一髮電影之條目的內容。後來千鈞一髮電影條目被半保護長達一個禮拜。

- 有维基人在一項调查中，发现Wiki-PR經營著一支可以代表付費客戶編輯維基百科的分帳「軍隊」。該公司的網站宣稱其「由45位維基百科使用者與管理員組成的工作人員來幫助您建立起一個能夠通過維基百科審查與制度的條目」。該公司的推特簡介還稱「我們寫，我們管理，您再也毋須擔心維基百科。」隨後，维基媒体基金会向Wiki-PR发出了一封停止使用信，並在一次針對分身帳號的調查後，共有250多個使用者帳戶被封锁或禁止編輯。

## 2014年

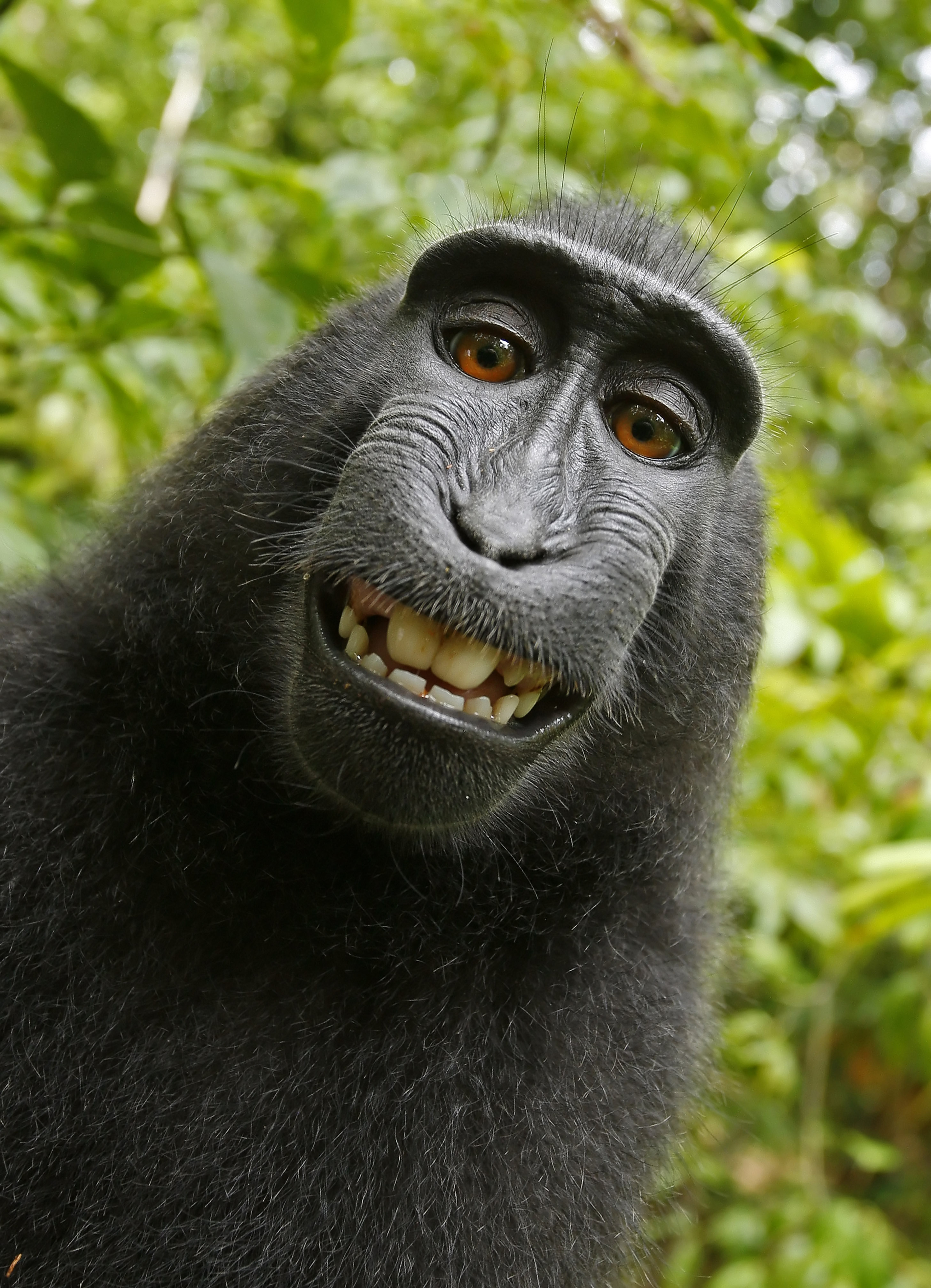
該圖為具爭議性的猴子自拍照

- 2014年1月：维基媒体基金会宣布計劃評估協調員莎拉·斯蒂爾奇「不再是维基媒体基金会的員工」，因為有人在维基媒体邮件列表中提出關於她一直在代表付費客戶編輯維基百科的證據，基金會稱此做法「已受到維基社群界與维基媒体基金会的反對」。[249][250]

- 2014年7月：

- 《每日電訊報》報導稱，來自俄羅斯政府的IP編輯了與馬來西亞航空17號班機空難有關的條目，並刪除關於他協助提供用來擊落飛機的飛彈系統之說法。其他被編輯的條目還包括俄語維基百科的民航事故列表，並聲稱馬來西亞航空17號班機是被烏克蘭士兵擊落。

- 《華爾街日報》報導了一個叫做「Lsjbot」的具爭議性條目編寫程式機器人，該機器人在瑞維與其他語言的維基百科創建了數百萬篇條目。

- 記者EJ迪克森揭露了關於其同名流行兒童圖書系列之主角艾米莉亞·貝德莉亞的「意外騙局」。迪克森與他的一位朋友在「發呆」時編造了該聲明，在歷經部落格、記者、學者與《艾米莉亞·貝德莉亞》之現任作者的數十次傳播之後他才重新發現這場騙局，引發對維基百科中的使用者與對一般網路來源的責任之辯論。在該騙局被發現後，被用來惡作劇的IP被禁止訪問維基百科。

## 2015年
- 2015年1月：據《衛報》報導，在玩家門爭議期間，英維仲裁委員會禁止了五名被指出違反網站規定的使用者編輯與性別有關的維基百科條目。[257]此判決引來如《高客（英语：Gawker）》[258]、《Inquisitr（英语：Inquisitr）》[259]、《思慮進步（英语：Think Progress）》[260][261]、《瑪麗蘇報（英语：The Mary Sue）》[262]、《人民報》[263]與《連線》等媒體的報導、回饋。[264]這些回饋的準確性得到委員會即時的處理，但尚未公佈最終決定。[265]維基媒體基金會也在部落格上發表了相關聲明。[266] 隨後在1月28日，仲裁委員會針對玩家門爭議作出最終裁決，其中一名長期使用者被禁止訪問維基百科，其餘的使用者則被禁止編輯與「玩家門」和性別有關的條目。[267]
- 2015年2月：維基百科仲裁委員會在指控印度計劃與管理學院曾僱用英維使用者操控其條目內容之後，維基百科管理員Wifione就被封禁。[268][269][270]這段期間，維基百科一直被學校作為營銷工具使用，[268]對此印度記者馬赫什瓦爾·佩里表示：「在我看來，維基百科讓這種情況持續了這麼久的情況下，也許就已經搞亂了15000位學生的生活。」[268]
- 2015年6月：維基百科管理員「Chase me ladies，I'm the Cavalry」的真實身分為自民黨的理查德·西蒙茲，[271]該網站的仲裁委員會發現他不適當的封鎖了一個帳戶且將其編輯內容歸於保守黨主席格蘭·夏普斯，而後仲裁委員會決定剝奪他的高級權限。委員會表示相關帳戶將無法與「任何具體個人」相互聯繫。[272]
- 2015年9月：維基百科遭到由Orangemoody舉發出來的勒索醜聞衝擊：數百家企業與小有名氣的人士遭到一些流氓使用者的敲詐，要求他們付款來編輯、保護、更新維基百科條目。[273]
- 2015年11月：《華盛頓檢查者報》與其他一些媒體報導稱，與《狩獵場》（一部關於大學強姦案的紀錄片）有關的使用者被發現對維基百科的各種條目進行編輯來使「其事實與電影相符合」。[274]作為回應，吉米·威爾斯在他的討論頁上發起了關於那些存在利益衝突時進行編輯的人來進行討論「我長期以來一直主張，我們應該更迅速、更嚴厲地處理與利益衝突相關的編輯。通常反對意見（來自於某些方面──我想大多數人都會同意我的觀點）都會和難以察覺到他們知行為有所關聯，但在與利益衝突相關的使用者被叫了出來並發過警告的情況下，我們接下來卻什麼也沒有做。」[275]

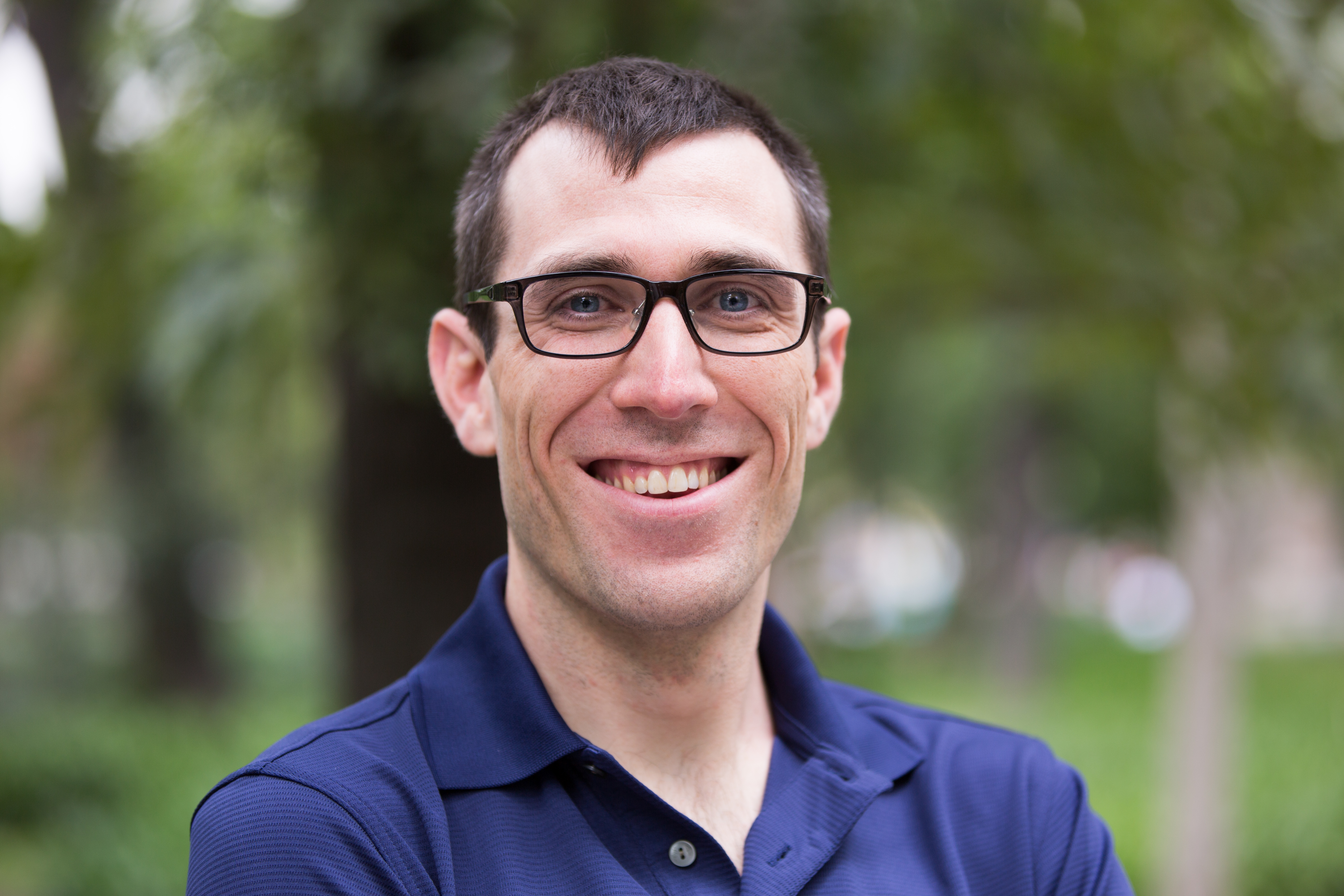
2015年12月，詹姆斯·海爾曼被解除維基媒體基金會董事會的職務，並加劇了董事會與維基百科使用者社群之間的緊張關係。

- 2015年12月：維基媒體基金會董事會在12月28日投票罷免了董事會成員之一詹姆斯·海爾曼。海爾曼是當年五月由維基百科使用者社群選出的三名人選之一。他被罷免的原因不明，繼而導致一些批評委員會的討論出現，並加剧了长期以来委员会与社群之間的紧张关系。[276][277] 隨後海爾曼暗示他曾在內部調查中公開了騎士基金會（英语：Knight Foundation）的撥款，這也許是他被維基媒體基金會董事會罷免的原因之一。[278]

## 2016年
- 2016年1月：1月5日，維基媒體基金會宣布特斯拉公司的人力資源副總裁阿農·格蘇里（英语：Arnnon Geshuri）將加入董事會。[279]此任命在維基百科使用者社群中引發爭議，因為他之前曾在google擔任人力资源和人员配置的高級主管，並在那時候参与了與科技公司間的「不冷場」安排，並在最後以司法部的行動告終（英语：High-Tech Employee Antitrust Litigation）。[280] 有將近三百名使用者投下了不信任票，並督促他離開董事會。[281][282][283] 後在1月27日，董事會主席帕特里西奧·洛倫特（英语：Patricio Lorente）宣布格蘇里將擇日卸職。[284]
- 2016年2月：2月25日，由於「社群叛亂」所造成的壓力，维基媒体基金会执行主任萊拉·特列季科夫從該組織中辭職。有消息稱她之所以辭職是因為擔心該組織的領導層在開發搜尋引擎的建議上不夠透明，而被許多人將此視為超出這個非營利教育慈善機構的職權範圍。[285][286][287]

## 2018年
- 2018年5月：一位維基百科使用者拒絕把雷射物理學家唐娜·斯特里克兰的傳記草稿納入條目，其草稿一直到她在2018年10月獲得諾貝爾物理學獎後才被移至條目。[288]  （页面存档备份，存于）  （页面存档备份，存于）
- 2018年9月：在9月27日，最高法院提名人布雷特·卡瓦諾的確認聽證會上，美國參議員林賽·格雷厄姆、麥克·李與奧林·哈奇的家庭地址與電話號碼被貼到他們各自的維基百科條目中。不久後維基百科管理員很快就刪除了這些內容。[289][290] 隨後那位因發帖並盜竊國會議員個人資料的人被判處四年監禁。[291][292]

## 2019年
- 2019年1月：1月11日，委內瑞拉總統與議長地位危機期間，委內瑞拉國營公司CANTV開始全面封鎖維基百科（英语：Block of Wikipedia in Venezuela），共有150萬使用者受到影響。[293]

- 2019年5月：The North Face在巴西的營銷機構李奧貝納廣告透漏，前者會偷偷地將維基百科上的熱門特色圖片替換成以North Face产品为主题的照片，試圖讓這些產品在搜尋引擎結果中表現得更加突出。經媒體廣泛報導與維基媒體基金會的批評後，The North Face結束這些行動並為之道歉，隨後這些產品照片也被撤下。[294]

- 2019年6月：6月10日，英维管理员Fram被维基媒体基金会禁止编辑英维一年。[295] 該禁令最後被撤銷。 这是维基媒体基金会公關和安全团队首次实施的部分禁令。[295] 根據《BuzzFeed新聞（英语：BuzzFeed News）》記者約瑟夫·伯恩斯坦表示，該禁令為「未經審判」而生，且維基媒體基金會從未向社群「披露這位被告與被告事件」。[295]一些活躍於社群的人就維基媒體基金會沒有公布具體相關細節的舉止表示憤怒，同時也對Fram是否應該被禁止編輯表示懷疑，之後一個名為「社群針對維基媒體基金會禁止Fram編輯的回應」的內部條目被創建，並專用來討論這起爭議，[296]幾周內其字數超過47萬字，超越了當時的小說《權力遊戲》的字數 。[297]第二位管理員隨後以「壓倒性的社群支持」為由解封Fram，但維基媒體基金會又重新封殺Fram，並撤銷了解除禁令管理員的管理職權。[295] 隨後該禁令被第三位管理員解封。[295] 在最初的禁令發布後三周內共有21位英維管理員辭職。[297]一封來自英維仲裁委員會的公開信，承認引導了社群中的一些不滿情緒。在7月2日，維基媒體基金會董事會公開了Fram案以供仲裁委員會審查，同時支持社群進一步討論「關於有關行為之辯論」以及如何處理這些行為之討論；維基媒體基金會首席執行官凱瑟琳·馬赫在7月3日的聲明中對該承諾表示贊同。[298] 她也承認「有些事情，基金會本該可以處理得更好」。仲裁委員會在2019年9月完成對基金會之機密證據的審查，並將該禁令解除。[299]

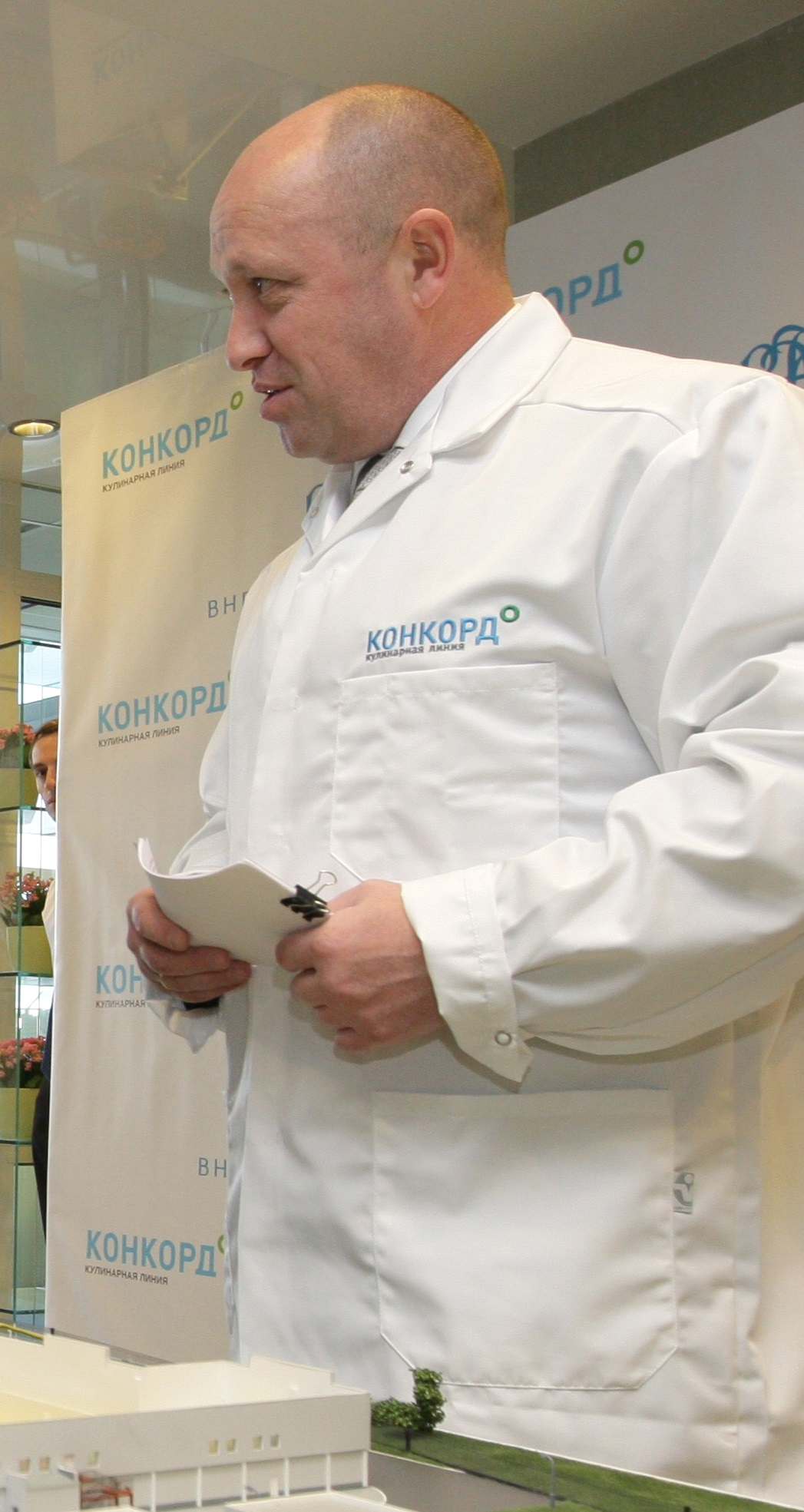
俄維的12位分身帳號所組成的團體幾乎使用了來自葉夫根尼·普里戈任的媒體文章為來源，讚揚俄國現任政府官員並誹謗俄國反對派政治家與記者。圖為葉夫根尼·普里戈任

- 2019年7月：俄語維基百科有12位分身帳號組成的團體被查獲透過協調編輯讚揚俄國現任政府官員（主要是州長），誹謗俄國反對派政治家──尤其是反腐敗基金會的阿列克谢·纳瓦利内與柳博芙·索博爾，和俄羅斯非政媒媒體及批評俄國政府的記者（比如阿爾卡季·巴布琴科（英语：Arkady Babchenko）與葉夫根尼亞·阿爾巴茨（英语：Yevgenia Albats））。這些分帳幾乎完全使用來自葉夫根尼·普里戈任的媒體文章為來源，據說後者為與弗拉基米尔·普京關係非常密切的俄羅斯寡頭[300][301]據稱他還負責使用網軍來行使國家所支持的網路宣傳（英语：State-sponsored Internet propaganda）。[302]

## 2020年
- 2020年8月：Reddit上一位名為Ultach的用戶指出，低地蘇格蘭語維基百科存在大量劣質條目，他認為這些錯漏百出、拼寫錯誤的条目是由一個不怎麼會低地蘇格蘭語的人撰寫的，這隨即引起了媒體關注。這些条目大部分內容事先先用英語寫好，然後再用線上詞典把英語維基百科的部分內容粗略翻譯完事。這些条目被指「用蘇格蘭口音寫的英語」和「非常奇怪」，而且條目內文中的單詞根本就不是蘇格蘭方言詞彙。事後被發現這些條目都由一位名叫「AmaryllisGardener」的維基人創建，他是一位19歲的美國青少年。他總共創建了23,000多篇的低地蘇格蘭語維基百科条目，大約佔當時整個蘇格蘭維基百科的三分之一。[303][304]阿伯丁大学语言学和苏格兰语系主任罗伯特·麦科尔·米勒（Robert McColl Millar）教授表示，從那些劣質條目可以看出作者根本就沒怎麼掌握低地蘇格蘭語[303]。這種行為被發現錯誤者Ultach[305]批評是一種文化破壞行為（cultural vandalism），而且對這門已瀕危的語言造成前所未見的傷害。[306]Luminoso（英语：Luminoso）的羅賓施佩爾還擔心使用維基百科作為語言訓練數據的人工智能資料庫恐怕也被伪低地蘇格蘭語破壞。[307]
- 2020年9月：《衛報》發表了一項由義大利卡洛阿爾貝托學院（英语：Collegio Carlo Alberto）與德國歐洲經濟研究中心（英语：Zentrum für Europäische Wirtschaftsforschung）的經濟學家所進行的實驗：他們在維基百科條目中添加了關於西班牙任意一城市之內容。研究人員報告說，在它們添加照片後，人們在這些城市度過的夜晚增加了9%。實驗結果為研究人員全體遭到荷維禁止編輯維基百科。[308][309]

## 2021年
- 2021年9月：維基媒體基金會对中維的7位使用者实施全域禁制，並撤除另外12個帳戶的管理员权限。[310]

- 2021年11月：

- 一位叫做納撒尼爾·懷特在這幾年來將維基百科與google上把其照片與連環殺人犯納撒尼爾·懷特連繫在一塊。

- 英維條目「共產主義政權下的大屠殺」被提名刪除，理由是一些使用者覺得他有著「存在偏見的反共主義觀點」，「他不該訴諸『簡單化的預設，即由任何特定的意識形態所驅動的事件』」及「透過結合不同的研究元素來創建一個『綜合體』。是以這構成原創研究，違反了維基百科之方針」。這個理由隨後受到歷史學家羅伯特·湯普斯的批評，並稱其「道德上無法被辯護，至少這跟否認納粹大屠殺的評論一樣糟糕，因為『將意識形態與杀戮聯繫起來』即這些事情的核心原因。我讀過維基百科上條目的內容，在我看來，他是謹慎且平衡的，因此試圖刪除他的動機，只能是出於意識形態的動機，即為共產主義平反」其他維基百科使用者與社交媒體用戶都反对刪除該條目。該條目的刪除提名也受到了保守派媒體的極大關注。 美國保守派智庫傳統基金會稱支持刪除的論點「荒謬且不符歷史」。2021年12月1日，一群由四名管理員所組成的小組認為討論並未達成共識，遂維持其現狀，即條目將不被刪除。这篇條目的删除讨论是维基百科历史上规模最大的一次，篇幅亦甚廣。

## 2022年

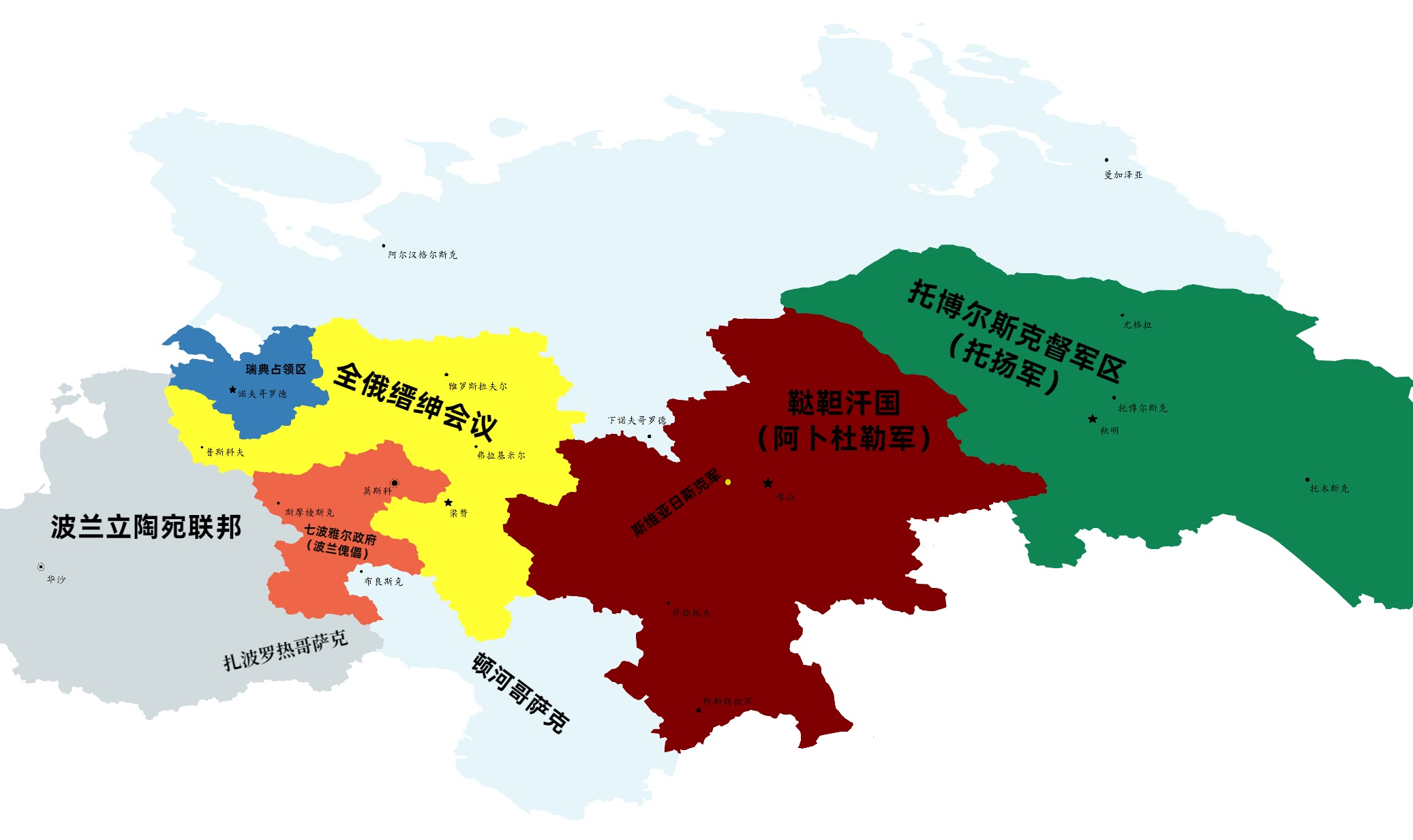
折毛伪造的維基百科條目「韃靼大起義」中的虛構地圖，不反映真實歷史信息

- 2022年6月，折毛事件：一位叫做「折毛」的使用者曾在中维上创建了206个条目，进行了4,800次编辑，写下上百万字。中文維基百科社群把其中三篇主編条目评为「优良条目」，一篇（远东华人强制流配）评为「典范条目」，它們後來被翻译到英文、阿拉伯文、俄文、烏克蘭文、印尼文和羅馬尼亞文维基百科。[317][318][319][320]該事件之揭露起始於2022年6月中旬由中國大陸網友「伊凡」發現的「卡申銀礦」條目，經查證後並無此礦存在，再加上有其他人發現一些經折毛創建的條目也有存在虛假內容夾雜於真實內容之中，所以他後來便在知乎上公開此惡作劇。[317][318][319]這件事情在中維社群中傳開後，基於折毛先前冒充學者，並為中維寫下多次「貢獻」和星章，[319][321]起初還有許多人深信折毛是冤枉的，直到社群試圖以google搜尋卡申銀礦，未能找到相關結果，經查證，其條目的參考資料也都存在問題。最後折毛本人在6月17日被管理員封鎖帳號。[319][322]該事件隨後被多家媒體認為是維基百科，乃至开放源代码史上最大規模的「惡作劇」與「破壞」之一，[317][323][324]也使得维基百科的真实性因此再次受到质疑。[322][325]

- 2022年7月：維基百科的使用者們就該主題條目中的關於經濟衰退的定義爆發爭論。[326]右翼批評者指責維基百科與喬·拜登對經濟衰退的定義一致，但根據《華盛頓郵報》報導，該條目一直反映出各種的定義，最近他被修改成「稍微強調了兩個季度的定義，並指出他『通常被用做經濟衰退的實際定義』」。該報還指出「鎖定維基百科以防止黨派編輯的做法屢見不鮮。」當埃隆·马斯克在Twitter上指責維基百科已然「失去客觀性」時，維基百科聯合創始人吉米·威爾斯便回應說：「你讀了太多Twitter上的廢話而變得愚蠢」。根據《Slate》報導說經濟衰退的爭端「表明（維基百科）可能難以向外人表達他們的複雜性」。[326][327][328][329][330][331][332]
- 2022年9月：在2022年亞洲盃（英语：2022 Asia Cup）的一場板球比賽中，在印度隊輸給了巴基斯坦隊後，一位使用者在關於印度板球運動員阿什迪普·辛格的條目，將其效力的國家改成卡利斯坦獨立運動。根據2021年有關大型網路中介（英语：Internet intermediary）機構之規定，印度電子信息技術部傳喚了維基媒體的高管以確保今後不會再做「故意煽動與傷害使用者」之企圖。[333][334][335]
- 2022年12月：12月6日，維基媒體基金會宣布在歷經一年的調查後，全域封锁了16位維基百科使用者對中東與北非主題進行有利益衝突的編輯。據稱他們是沙烏地阿拉伯政府的代言人。在該禁令後的媒體報導得知，其中两名為管理員，在2020年被逮捕，隨後被沙烏地政府監禁。這兩人分別為奧薩馬·哈立德（他被判處32年監禁）與齊亞德·索菲亞尼（他被判處8年監禁）。[336][337]

## 2024年
- 2024年7月：《刺客教條：暗影者》发售后，人们对其中角色彌助在游戏所依据的历史是否符合史实产生怀疑，最终被日本网友发现，该历史考究的研究提供者托马斯·洛克利（Thomas Lockley）自2015年开始通过使用不同账户修改维基百科对应角色人物的条目，把自己即將發表的研究和小說故事「史實化」，而這些資料被外國媒體和大英百科全書等機構引用後，洛克利再在維基百科中把這些文章列為參考文獻，從而憑空偽造了彌助整段生平[338]，有日本民眾和議員要求日本大學立即解聘洛克利。[339]托马斯·洛克利也随即消除自己个人社交信息。之后2024年7月23日，游戏开发商育碧承认角色史实不符，表示遊戲不是对历史事实的簡單再现。[340]

### 註腳
1. ↑  "The State of the News Media 2006 的存檔，存档日期2015-05-01.." The Project for Excellence in Journalism. Retrieved on September 14, 2009.
2. 1 2 3 4  Cohen, Noam. . The New York Times. 2009-08-24  [2012-04-07]. （原始内容存档于2012-11-03）.
3. 1 2 3 4 5  Lih, Andrew. . Aurum Press Ltd. 2009: 195–197  [2013-04-17]. ISBN 978-1-84513 473 0.
4. 1 2  Schiff, Stacy. . The New Yorker. 2006-07-24  [2007-04-16]. （原始内容存档于2008-11-22）.
5. 1 2 3 4  Goldman, Eric. . Forbes. 2012-10-05  [2023-01-24]. （原始内容存档于2013-04-08）.
6. 1 2  Blue, Violet. . CNET. 2012-09-18  [2023-01-24]. （原始内容存档于2013-03-26）.
7. ↑  Angwin, Julia; Fowler, Geoffrey. . Wall Street Journal. 2009-11-27  [2013-04-16]. （原始内容存档于2017-10-25）.
8. 1 2  McHugh, Molly. . The Daily Dot. 2013-10-08  [2014-03-05]. （原始内容存档于2013-10-20）.
9. 1 2 3  Robbins, Martin. . VICE United Kingdom. 2013-10-18  [2014-03-05]. （原始内容存档于2014-03-01）.
10. 1 2  The Future of the Internet: Ubiquity, mobility, security, by Harrison Rainie (et al.), Cambria Press, 2009, page 259.
11. 1 2  Digital Cognitive Technologies: Epistemology and Knowledge Society, edited by Claire Brossard (et al.), John Wiley & Sons, 2013, page 325.
12. ↑  Using Wikipedia 的存檔，存档日期2016-02-09., Gould Library of Carleton College, Using Resources guide.
13. ↑  Brodkin, Jon. . Network World. 2011-01-11  [2013-04-17]. （原始内容存档于2013-04-24）.
14. ↑  Beaumont, Claudine. . The Daily Telegraph. 2010-06-15  [2013-04-17]. （原始内容存档于2012-11-08）.
15. ↑  Frewin, Jonathan. . BBC News. 2010-06-15  [2013-04-17]. （原始内容存档于2013-04-24）.
16. ↑  Lih, Andrew. . Aurum Press Ltd. 2009: 136–138  [2013-04-17]. ISBN 978-1-84513 473 0.; also see Jimmy Wales, February 2002 post to wikipedia-l （页面存档备份，存于）, and Larry Sanger, Wikipedia, a memoir （页面存档备份，存于）, Slashdot
17. 1 2 3  Lih2009 p. 138
18. ↑  Rodgers, Zachary. . ClickZ. 2006-01-03  [2013-04-17]. （原始内容存档于2012-08-25）.
19. 1 2  Lih, Andrew. . Hachette Digital, Inc. 2009-03-17: 99–108. ISBN 9781401395858.
20. 1 2  Seigenthaler, John. "A false Wikipedia 'biography' （页面存档备份，存于）." USA Today. November 29, 2005. Retrieved on September 14, 2009.
21. 1 2  Katherine Q. Seelye. . The New York Times. 2005-12-11  [2013-04-16]. （原始内容存档于2012-11-06）.
22. ↑  . BBC News. 2005-12-12  [2013-04-16]. （原始内容存档于2012-12-20）.
23. ↑  . St. Petersburg Times. 2005-12-27  [2023-01-25]. （原始内容存档于2023-01-25）.
24. 1 2  Lehmann, Evan. . Lowell Sun. 2006-01-27  [2013-04-16]. （原始内容存档于2006-02-02）.
25. ↑  Profita, Hillary. . 2006-02-01  [2013-04-16]. （原始内容存档于2010-11-17）.
26. ↑  Hansen, Evan. . Wired. 2005-12-19  [2023-01-25]. （原始内容存档于2008-08-23）.
27. ↑  Mitchell, Dan. . The New York Times. 2005-12-04  [2023-01-25]. （原始内容存档于2013-07-11）.
28. 1 2  Parfitt, Tom. . The Guardian. 2006-02-11  [2013-04-18]. （原始内容存档于2018-04-21）.
29. ↑  Tammet, Daniel. . Simon and Schuster. 2009: 206. ISBN 978-1416576181.
30. ↑  . CBC News. 2006-11-06. （原始内容存档于2010-10-08）.
31. ↑  比如關於該醜聞之文章 （页面存档备份，存于）。其紀錄內容包含：

| 政治家                  | 編輯範圍                                                               | 來源 |
| ----------------------- | ---------------------------------------------------------------------- | --- |
| 馬蒂·米漢     | 用工作人員寫的傳記代替                                                 | Congressional staffers edit boss's bio on Wikipedia （页面存档备份，存于） |
| 諾姆·科爾曼             | 重寫成對其有利的內容，並聲稱為「修正錯誤」                             | . St. Paul Pioneer Press(Associated Press). [2023-01-26]. （原始内容存档于2007-09-29）. |
| 康拉德·伯恩斯 | 刪除了參議員所引用的貶義詞，取而代之的是「為農民發聲」的「熱情肯定」。 | Williams, Walt. . Bozeman Daily Chronicle. 2007-01-01 [2007-02-13]. （原始内容存档于2019-12-14）. |
| 喬·拜登                 | 刪除負面消息                                                           | Congressional staffers edit boss's bio on Wikipedia （页面存档备份，存于） |
| 基爾·庫特耐特           | 工作人員改寫、刪除了證明其違背競選承諾的內容 （多次試圖編輯）          | 在2006年，眾議員基爾·庫特耐特的辦公室有兩次試圖用其官方國會傳記中的一個很諂媚的內容來取代維基百科原本的一個部分的內容：即關於其競選期間承諾的，最長任期將延到十二年的承諾。("Gutknecht joins Wikipedia tweakers" 的存檔，存档日期2006-08-21., Minneapolis-St. Paul Star Tribune, August 16, 2006. Retrieved August 17, 2006). |
32. ↑  其內容包括政敵的兒子在一起致命酒駕事故中被捕，以及對另一個政敵的可疑商業活動之指控。 Thomas, Ralph. . The Seattle Times. 2006-04-28. （原始内容存档于2011-05-24）.
33. ↑  MyWikiBiz.com. . 24-7. 2006-08-08  [2013-04-17]. （原始内容存档于2012-02-04）.
34. ↑  Bergstein, Brian. . USA Today. 2007-01-25  [2023-01-26]. （原始内容存档于2020-10-29）.
35. ↑  Zittrain, Jonathan. . Yale University Press. 2008: 140. ISBN 978-0300145342.
36. ↑  Krane, Jim. . USA Today. 2007-01-04  [2013-04-17]. （原始内容存档于2016-02-04）.
37. ↑  Claburn, Thomas. . InformationWeek. 2007-01-02  [2014-06-15]. （原始内容存档于2007-10-22）.
38. ↑  Elsworth, Catherine. . The Daily Telegraph. 2007-01-26  [2013-04-16]. （原始内容存档于2013-10-26）.
39. ↑  Bushell-Embling, Dylan. . Sydney Morning Herald. 2008-02-26  [2023-01-26]. （原始内容存档于2018-06-24）.
40. ↑  Bergstein, Brian. . Mail & Guardian. 2007-01-25  [2013-04-16]. （原始内容存档于2016-02-04）.
41. ↑  "Golfer Zoeller sues law firm for Wikipedia posting" (February 22, 2007), MiamiHerald.com
42. ↑  . The Smoking Gun. 2014-06-12  [2023-01-26]. （原始内容存档于2009-04-13）.
43. ↑  . Eff.org.   [2010-04-13]. （原始内容存档于2010-04-12）.
44. ↑  . Eff.org. 2008-05-02  [2010-04-13]. （原始内容存档于2010-04-07）.
45. ↑  Jeschke, Rebecca. . Electronic Frontier Foundation. 2008-08-13  [2018-11-02]. （原始内容存档于2018-11-18）.
46. 1 2  Fisk, Robert. . The Independent. 2007-04-21  [2008-05-16]. （原始内容存档于2007-05-14）.
47. ↑  Jay, Paul. . CBC News. In Depth: Technology. 2007-06-22  [2020-04-10]. （原始内容存档于2023-01-26）.
48. ↑  Finkelstein, Seth. . The Guardian. Technology (London). 2007-03-08  [2007-04-16]. （原始内容存档于2007-03-29）.
49. 1 2  Orlowski, Andrew. . The Register. 2007-03-06  [2013-04-20]. （原始内容存档于2007-03-08）.
50. ↑  Special:Diff/140442953
51. ↑  Bachelor, Blane. . Fox News Channel. 2007-06-28  [2008-05-21]. （原始内容存档于2008-05-17）.
52. ↑  . en.wikinews.org.   [2022-11-12]. （原始内容存档于2022-11-12）.
53. ↑  . The Atlanta Journal-Constitution. 2007-06-28  [2008-05-21]. （原始内容存档于2007-07-01）.
54. ↑  Biuso, Emily. . 纽约时报. 2007-12-09  [2007-12-09]. （原始内容存档于2020-11-25）. 当24岁的骇客Virgil Griffith听说议会职员被发现更改维基百科来美化他们的上司，他想到还会有别的什么类似的情况发生。
55. ↑  John Borland. . Wired. 2007-08-14  [2007-08-17]. （原始内容存档于2014-03-20）.
56. ↑  Jonathan Fildes. . BBC News. 2007-08-15  [2021-09-27]. （原始内容存档于2012-02-03）.
57. 1 2 3 4 5 6 7  Borland, John. . Wired. 2005-11-17  [2023-01-28]. （原始内容存档于2012-09-25）.
58. 1 2 3  Mikkelsen, Randall. . Reuters. 2007-08-16  [2012-02-12]. （原始内容存档于2012-01-04）.
59. 1 2 3 4 5 6 7 8 9 10 11 12 13 14 15  . Belfast Telegraph. 2007-08-18  [2012-03-14].
60. ↑  Poulsen, Kevin. . Wired. 2007-08-13  [2012-04-01]. （原始内容存档于2012-04-15）.
61. ↑  . Belfast Telegraph.   [2012-02-13]. （原始内容存档于2012-04-26）.
62. 1 2 3 4 5  Fildes, Jonathan. . BBC News. 2007-08-15  [2012-02-13]. （原始内容存档于2012-02-03）.
63. 1 2 3 4 5  Bobbie Johnson, technology correspondent. . The Guardian. 2007-08-14  [2012-02-12]. （原始内容存档于2013-10-02）.
64. 1 2 3  . CTV News. 2007-08-16  [2012-02-13]. （原始内容存档于2022-11-21）.
65. ↑  . CBC News. 2008-06-04  [2012-02-13]. （原始内容存档于2012-11-13）.
66. ↑  . ABC News. 2007-08-24  [2012-02-13]. （原始内容存档于2012-11-11）.
67. ↑  . Adelaide Now. 2007-08-23  [2012-02-13]. （原始内容存档于2013-10-06）.
68. ↑  . ABC News. 2007-08-24  [2012-02-13]. （原始内容存档于2011-08-05）.
69. ↑  . ABC News. 2007-08-24  [2023-01-28]. （原始内容存档于2012-11-05）.
  - Moses, Asher. . The Age. 2007-08-23  [2023-01-28]. （原始内容存档于2011-08-31）.
70. ↑  . Sydney Morning Herald. 2007-08-24  [2023-01-28]. （原始内容存档于2017-06-28）.
71. ↑  . Taipei Times. 2007-08-20  [2012-03-18]. （原始内容存档于2012-01-13）.
72. ↑  Heffernan, Virginia. . The New York Times. 2008-11-21  [2012-03-18]. （原始内容存档于2013-10-02）.
73. 1 2 3 4 5 6  . The Boston Globe. 2007-08-26  [2012-03-14]. （原始内容存档于2015-09-24）.
74. 1 2 3  . Dispatch.com. 2007-09-06  [2012-02-12]. （原始内容存档于2012-06-12）.
75. ↑  ten Wolde, Harro. . Reuters. 2007-08-31  [2013-04-24]. （原始内容存档于2020-07-10）.
76. ↑  . The Edmonton Journal. 2007-08-30  [2013-04-24]. （原始内容存档于2015-08-28）.
77. ↑  Books. . Independent.ie. 2007-08-20  [2012-03-23].
78. 1 2 3  . News.sky.com.   [2012-02-13].
79. 1 2  Hafner, Katie. . The New York Times. 2007-08-19  [2023-01-28]. （原始内容存档于2017-06-25）.
80. ↑  computerandvideogames.com Andy Robinson. . ComputerAndVideoGames.com. 2007-09-04  [2012-02-13]. （原始内容存档于2014-12-28）.
81. ↑  computerandvideogames.com Stuart Bishop. . ComputerAndVideoGames.com. 2007-08-16  [2012-02-13]. （原始内容存档于2014-12-28）.
82. ↑  Biuso, Emily. . The New York Times. 2007-12-09  [2012-02-12]. （原始内容存档于2012-07-17）.
83. ↑  . Radar.oreilly.com.   [2012-02-13]. （原始内容存档于2008-12-08）.
84. ↑  . Forbes.com. 2008-07-19  [2012-03-14]. （原始内容存档于2010-06-19）.
85. ↑  .   [2012-03-15]. （原始内容存档于2012-04-08）.
86. ↑    - VentureBeat Valley networker Auren Hoffman's reputation on the line （页面存档备份，存于）
  - Faulkner, Tim. . Valleywag. 2007-09-18  [2013-04-24]. （原始内容存档于2009-07-31）.
87. ↑  Metz, Cade. . The Register. 2007-12-06  [2023-01-28]. （原始内容存档于2020-05-25）.
88. ↑  Marsden, Rhodri. . The Independent. 2007-12-12  [2013-04-24]. （原始内容存档于2009-04-22）.
89. ↑  Braindead obituarists hoaxed by Wikipedia （页面存档备份，存于） Andrew Orlowski, The Register, October 3, 2007
90. ↑  Naughton, John. . The Guardian. 2007-10-06  [2013-04-24]. （原始内容存档于2023-01-28）.
91. ↑  . Fox News/Associated Press. 2007-12-21  [2013-04-19]. （原始内容存档于2012-11-10）.
92. ↑  . The Sydney Morning Herald. 2007-12-24  [2013-04-19]. （原始内容存档于2016-02-10）.
93. ↑  Wikipedia COO was convicted felon （页面存档备份，存于） Cade Metz, The Register,  December 13, 2007
94. ↑  Former Wikipedia Officer Found To Have Long Criminal Record （页面存档备份，存于） Brian Bergstein, Associated Press,  December 22, 2007
95. ↑  Duclos, Susan. . Digital Journal. 2008-02-04  [2013-04-18]. （原始内容存档于2014-01-16）.
96. ↑  Cohen, Noam. . New York Times. 2008-02-05  [2013-04-18]. （原始内容存档于2013-08-25）.
97. ↑  K.C. Jones. . Information Week. 2008-02-07  [2013-04-18]. （原始内容存档于2013-08-25）.
98. ↑  . Daily Record. 2008-03-05  [2023-02-05]. （原始内容存档于2024-05-27）.
99. ↑  Breeze, Mez. . The Next Web. 2012-10-13  [2023-02-05]. （原始内容存档于2021-03-09）.
100. ↑  Moses, Asher. . Sydney Morning Herald. 2008-03-05  [2009-10-17]. （原始内容存档于2017-10-18）.
101. ↑  Kim, Ryan. . San Francisco Chronicle. 2007-03-05  [2008-10-31].
102. ↑  Moses, Asher. . Sydney Morning Herald. 2008-03-11  [2008-03-11]. （原始内容存档于2018-06-24）.
103. ↑  . BBC News. 2008-03-12  [2008-10-31]. （原始内容存档于2020-11-09）.
104. ↑  Moore, Matthew. . The Daily Telegraph. 2009-05-30  [2023-02-05]. （原始内容存档于2010-10-27）.
  - Metz, Cade. . The Register. 2009-05-29  [2023-02-05]. （原始内容存档于2009-05-30）.
105. 1 2  Anderson, Nate. . Ars Technica. 2008-06-05  [2013-04-18]. （原始内容存档于2012-12-02）.
106. ↑  Anderson, Nate. . Ars Technica. 2007-12-11  [2013-04-18]. （原始内容存档于2013-05-04）.
107. 1 2  . The Edmonton Journal. 2008-06-08  [2013-04-18]. （原始内容存档于2016-02-04）.
108. ↑  Nowak, Peter. . CBC News. 2008-06-04  [2013-04-18]. （原始内容存档于2012-11-13）.
109. 1 2  Arup, Tom. . Brisbane Times. 2008-06-12  [2013-04-17]. （原始内容存档于2015-09-23）.
110. ↑  Leyden, Fleur. . Daily Telegraph. 2008-06-13  [2008-04-17]. （原始内容存档于2024-05-27）.
111. ↑  Hogan, Jesse. . The Age. 2008-06-16  [2013-04-17]. （原始内容存档于2024-05-27）.
112. ↑  Spillius, Alex. . The Telegraph. 2008-08-18  [2013-04-17]. （原始内容存档于2013-10-26）.
113. ↑  Duclos, Susan. . Digital Journal. 2008-08-12  [2013-04-17]. （原始内容存档于2014-07-28）.
114. ↑  Slater, Joanna. . The Globe and Mail. 2011-01-14  [2013-04-18]. （原始内容存档于2023-02-05）.
115. 1 2  Shaer, Matthew. . Christian Science Monitor. 2009-06-29  [2013-04-18]. （原始内容存档于2014-12-05）.
116. ↑  Robertson, Struan. . Financial Times. 2008-12-11  [2023-02-06]. （原始内容存档于2024-05-27）.
117. ↑  . Agence France-Presse. 2008-12-10  [2023-02-06]. （原始内容存档于2024-05-27）.
118. ↑  . Guardian Unlimited. 2008-12-09  [2023-02-06]. （原始内容存档于2024-05-27）.
119. ↑  Howard, Jennifer. . The Chronicle of Higher Education. 2008-12-18  [2023-02-06]. （原始内容存档于2012-05-20）.
120. ↑  Brodkin, Jon. . Network World. 2011-01-14  [2012-05-17]. （原始内容存档于2012-10-13）.
121. ↑  . Wikipedia Art. 2011  [2011-03-03]. （原始内容存档于2011-04-23）.
122. ↑   (PDF). Wikipedia Art. 2011  [2011-03-03]. （原始内容存档 (PDF)于2011-07-26）.
123. ↑  Mijuk, Goran. . Wall Street Journal. 2009-07-29  [2011-03-03]. （原始内容存档于2015-03-10）.
124. ↑  Bruce, Sterling. . Wired. 2009-05-30  [2011-03-03]. （原始内容存档于2014-01-17）.
125. ↑  . Transmediale. 2011  [2011-03-03]. （原始内容存档于2011-03-01）.
126. ↑  . ABC News. 2009-05-07  [2013-04-16]. （原始内容存档于2013-04-12）.
127. ↑  Pogatchnik, Shawn. . NBC News.   [2013-04-16]. （原始内容存档于2013-04-04）.
128. ↑  . Wikipedia.   [2023-02-06]. （原始内容存档于2022-03-20）.
129. ↑  Metz, Cade. . The Register. 2009-05-26  [2009-05-27]. （原始内容存档于2009-05-29）.
130. ↑  Welham, Jamie; Lakhani, Nina. . London: Independent.co.uk. 2009-06-07  [2010-03-31]. （原始内容存档于2010-03-18）.
131. ↑  . meta.wikimedia.org.   [2022-11-12]. （原始内容存档于2023-02-21）.
132. ↑  Jaquith, Waldo. . Virginia Quarterly Review. 2009-06-23  [2013-04-19]. （原始内容存档于2009-07-07）.
133. 1 2  Keen, Andrew. . The Telegraph. 2009-07-07  [2013-04-19]. （原始内容存档于2013-02-24）.
134. ↑  Raasch, Chuck. . USA Today. 2009-07-14  [2013-04-19]. （原始内容存档于2016-02-04）.
135. ↑  Solomon, Deborah. . New York Times. 2009-07-19.
136. ↑  Cohen, Noam. . New York Times. 2009-07-28  [2013-04-17]. （原始内容存档于2018-11-24）.
137. ↑  . The Telegraph. 2009-07-30  [2013-04-17]. （原始内容存档于2014-03-12）.
138. ↑  Cohen, Noam. . New York Times. 2009-08-23  [2013-04-17]. （原始内容存档于2011-04-03）.
139. ↑  Doyle, Kirsten. . ITWeb. 2009-11-12  [2013-04-18]. （原始内容存档于2014-08-13）.
140. ↑  Daley, Suzanne. . New York Times. 2011-08-09  [2013-04-18]. （原始内容存档于2013-04-30）.
141. ↑  Schwartz, John. . New York Times. 2009-11-12  [2013-04-18]. （原始内容存档于2012-02-26）.
142. ↑  Brown, Karina. . Courthouse News Service. 2009-12-08  [2013-05-16]. （原始内容存档于2015-09-23）.
143. ↑  . Adelaide Now. 2009-12-10  [2013-05-16].
144. ↑  Kravetz, David. . Wired. 2009-12-08  [2013-05-16]. （原始内容存档于2013-03-13）.
145. ↑  Kurutz, Steven. . The Wall Street Journal. 2009-12-15  [2013-05-16]. （原始内容存档于2012-01-18）.
146. 1 2 3  von Rohr, Mathieu. . Der Spiegel. 2010-04-19  [2023-02-12]. （原始内容存档于2019-04-15） （德语）.
147. ↑  Wardrop, Murray. . The Telegraph. 2010-07-15  [2010-04-16]. （原始内容存档于2010-08-27）.
148. ↑  . OxfordDictionaries.com. Oxford University Press.   [2019-03-17]. （原始内容存档于2015-03-12）.
149. ↑  Schwartz, John. . The New York Times. 2010-08-02  [2017-05-12]. （原始内容存档于2010-08-04） –NYTimes.com.
150. ↑  John D. Sutter. . CNN. 2010-08-03  [2018-11-10]. （原始内容存档于2018-11-19）.
151. ↑  Reginald T Dogan. . Pensacola News Journal. 2010-09-19.
152. 1 2  Sack, Kevin. . New York Times. 2010-09-10  [2013-04-21]. （原始内容存档于2023-02-15）.
153. ↑  . Huffington Post. 2010-09-16  [2013-04-21]. （原始内容存档于2016-03-03）.
154. 1 2  Hari, Johann. . The Independent. 2011-09-15  [2013-04-16].
155. 1 2  Gunter, Joel. . journalism.co.uk. 2011-09-27  [2013-04-16].
156. 1 2  Cohen, Noam. . New York Times. 2011-06-12  [2013-04-18]. （原始内容存档于2013-12-13）.
157. ↑  Burnsed, Brian. . U.S. News & World Report. 2011-06-20  [2023-02-14]. （原始内容存档于2018-06-12）.
158. 1 2  Schlesinger, Robert. . U.S. News & World Report. 2011-06-15  [2013-04-18]. （原始内容存档于2023-02-14）.
159. ↑  Cohen, Noam. . New York Times. 2011-06-06  [2013-04-18]. （原始内容存档于2013-06-16）.
160. ↑  . PRWeek. 2011-06-09. （原始内容存档于2012-02-12）.
161. ↑  McSmith, Andy; Singleton, David. . The Independent. 2011-06-10  [2013-04-24]. （原始内容存档于2013-05-18）.
162. ↑  Thompson, Damian. . Blogs.telegraph.co.uk. 2013-06-30  [2013-07-04]. （原始内容存档于2011-07-11）.
163. ↑  Odone, Christina. . The Telegraph. 2011-09-15  [2011-04-18]. （原始内容存档于2011-09-23）.
164. 1 2  Rudd, Melissa. . African Business Review. 2011-11-24  [2013-04-18]. （原始内容存档于2013-01-31）.
165. ↑  . The Star. 2011-11-24  [2013-04-18]. （原始内容存档于2014-08-13）.
166. ↑  Wilson, Jane. . The Huffington Post. 2012-02-06  [2023-02-14]. （原始内容存档于2015-09-24）.
167. ↑  Wright, Oliver. . The Independent. 2012-01-04  [2023-02-14]. （原始内容存档于2017-08-19）.
  -     - City Diary. . The Daily Telegraph. 2012-01-04  [2023-02-14]. （原始内容存档于2018-04-08）.
168. ↑  . PRWeek. 2012-01-12  [2023-02-14]. （原始内容存档于2012-01-16）.
169. ↑  . Corp Comms.   [2012-03-14]. （原始内容存档于2012-03-01）.
170. ↑  . Mister-Info.com. 2012-01-19  [2013-06-16]. （原始内容存档于2012-01-19）.
171. ↑  Messer-Kruse, Timothy. . The Chronicle of Higher Education. 2012-02-12  [2013-05-16]. （原始内容存档于2016-12-18）.
172. 1 2  Wittes, Benjamin; Leutert, Stephanie. . Harvard Law School National Security Journal. 2013-05-12  [2013-05-16]. （原始内容存档于2019-11-06）.
173. ↑  . NPR. 2012-02-22  [2013-05-16]. （原始内容存档于2013-07-31）.
174. ↑  . Sueddeutsche.de. 2012-02-20  [2013-05-16]. （原始内容存档于2013-06-20）.
175. ↑  . NPR. 2012-10-03  [2013-05-16]. （原始内容存档于2013-04-13）.
176. ↑  Furness, Hannah. . The Daily Telegraph. 2012-03-09  [2023-02-14]. （原始内容存档于2018-11-06）.
177. 1 2 3 4 5  . Thebureauinvestigates.com.   [2012-03-14]. （原始内容存档于2012-03-10）.
178. 1 2  Walker, Tim. . The Independent. 2012-08-16.
179. 1 2  Cowles, Charlotte. . New York Magazine. 2012-07-16.
180. 1 2  . Huffington Post. 2012-07-15.
181. ↑  Bosch, Torie. . Slate. 2012-07-13  [2023-02-14]. （原始内容存档于2014-12-03）.
182. ↑  . Wikipedia. Wikimedia Foundation.   [2014-08-13]. （原始内容存档于2022-11-27）.
183. ↑  Williams, Christopher. . The Telegraph. 2012-08-02  [2013-04-17]. （原始内容存档于2013-10-28）.
184. ↑  Young, Niki May. . Civil Society Media. 2012-08-03  [2013-04-24]. （原始内容存档于2016-04-10）.
185. ↑  Who's Wikipedia? What's Philip Roth? The digital culture war （页面存档备份，存于）, at Yahoo News, by Virginia Heffernan, published September 13, 2012; retrieved April 16, 2013
186. ↑  . 2012-09-15  [2015-06-27]. （原始内容存档于2013-04-30）.
187. ↑   (PDF). Government of Gibraltar. 2012-07-13  [2012-09-23]. （原始内容 (PDF)存档于2018-10-05）.
188. ↑  "Asian soccer body blames Wikipedia for slur of UAE team" （页面存档备份，存于）, USA Today, July 31, 2006.
189. ↑  . Al-Arabiya. 2012-10-15  [2013-04-24]. （原始内容存档于2014-09-10）.
190. ↑  Teo, Daniel. . Yahoo! News. 2012-10-16  [2013-04-24]. （原始内容存档于2012-10-19）.
191. ↑  McSmith, Andy. . The Independent. 2012-11-30  [2012-12-08]. （原始内容存档于2012-12-04）.
192. ↑  . The Economist. 2012-12-08  [2012-12-26]. （原始内容存档于2012-12-27）.
193. ↑  Williams, Christopher. . The Telegraph. 2012-12-24  [2013-04-18]. （原始内容存档于2019-08-17）.
194. ↑  Morris, Kevin. . The Daily Dot. 2012-12-25  [2013-04-19]. （原始内容存档于2016-05-25）.
195. 1 2  Morris, Kevin. . The Daily Dot. 2013-01-01  [2013-04-17]. （原始内容存档于2014-04-10）.
196. ↑    - Isaacson, Betsy. . Huffington Post. 2013-01-08  [2013-04-19]. （原始内容存档于2018-05-16）.
  - Ferenstein, Gregory. . Tech Crunch. 2013-01-06  [2013-04-19]. （原始内容存档于2023-02-17）.
  - Newman, Jared. . PC World. 2013-01-03  [2013-04-19]. （原始内容存档于2021-09-28）.
  - . UPI. 2013-01-04  [2013-04-19]. （原始内容存档于2020-10-05）.
  - . The Times of India. 2013-01-06  [2013-04-19]. （原始内容存档于2013-01-29）.
  - . Indian Express. 2013-01-06  [2013-04-19].[]
197. ↑  Dean, Will; Keleny, Guy. . The Independent. 2013-01-31  [2021-10-22]. （原始内容存档于2021-10-23）.
198. ↑  Morris, Kevin. . The Daily Dot. 2013-01-20  [2021-10-22]. （原始内容存档于2021-10-22）.
199. ↑  Lindbergh, Ben. . The Ringer. 2021-01-15  [2021-10-22]. （原始内容存档于2021-01-15）.
200. ↑  Kurtenbach, Dieter. . Sun-sentinel.com. 2013-02-21  [2013-03-23]. （原始内容存档于2013-02-22）.
201. ↑  Takei, Carl. . Aclu.org. 2013-03-04  [2013-03-23]. （原始内容存档于2013-03-09）.
202. ↑  Violet Blue, "Big Oil's Wikipedia cleanup: A brand management experiment out of control" （页面存档备份，存于）, ZDNet, March 27, 2013. Retrieved March 28, 2013
203. ↑  Natasha Lennard Salon, March 21, 2013 （页面存档备份，存于）. Retrieved March 28, 2013
204. 1 2  Willsher, Kim. . The Guardian. 2013-04-07  [2013-04-07]. （原始内容存档于2013-09-30）.
205. ↑  Poncet, Guerric. . Le Point (Paris). 2013-04-09  [2013-04-09]. （原始内容存档于2018-01-07） （法语）.
206. ↑  Kleinz, Torsten. . Heise Online. Heise. 2013-04-06  [2013-04-05]. （原始内容存档于2013-04-17） （德语）.
207. ↑   (新闻稿). Wikimédia France. 2013-04-06  [2013-04-06]. （原始内容存档于2013-04-20）.
208. ↑   （页面存档备份，存于） – Le Monde, April 6, 2013 （法語）
209. ↑  Geuss, Megan. . Arstechnica. 2013-04-06  [2013-04-07]. （原始内容存档于2013-04-08）.
210. ↑  . stats.grok.se. （原始内容存档于2013-04-14）.
211. ↑  . Wikimedia. Twitter.   [2013-12-16]. （原始内容存档于2016-03-24）.
212. ↑  . Russia Beyond the Headlines. 2013-04-05  [2013-04-18]. （原始内容存档于2013-04-10）.
213. ↑  . Rianovosti. 2013-04-05  [2013-04-18]. （原始内容存档于2021-10-07）.
214. ↑  Andrew E. Kramer. . New York Times. 2013-03-31  [2013-04-18]. （原始内容存档于2013-04-04）.
215. ↑  Kember, Billy. . The Times. London. 2013-04-12  [2013-04-12]. （原始内容存档于2016-11-27）.
216. ↑  Hope, Christopher. . Daily Telegraph. 2013-04-07  [2013-04-08]. （原始内容存档于2022-12-21）.
217. ↑  Watts, Joseph. . Evening Standard. 2013-04-11  [2013-04-11]. （原始内容存档于2023-02-19）.
218. 1 2  Lee, Jeff. . Vancouver Sun. 2013-04-11  [2013-04-22]. （原始内容存档于2013-06-16）.
219. ↑  Simco, Luke. . Metro News. 2013-04-10  [2013-04-22]. （原始内容存档于2013-06-15）.
220. 1 2  Lee, Jeff. . Global News. 2013-04-11  [2013-04-22]. （原始内容存档于2023-02-19）.
221. ↑  Filipacchi, Amanda. . The New York Times. 2013-04-24  [2013-04-28]. ISSN 0362-4331. （原始内容存档于2015-10-15）.
222. ↑  Rawlinson, Kevin. . 獨立報. 2013-04-26  [2013-04-28]. （原始内容存档于2013-04-30）.
223. ↑  Zandt, Deanna. . 福布斯. 2013-04-26  [2013-04-28]. （原始内容存档于2013-04-28）.
224. ↑  Filipacchi, Amanda. . 纽约时报. 2013-04-27  [2013-04-28]. （原始内容存档于2021-12-21）.
225. ↑  Filipacchi, Amanda. . 大西洋 (雜誌). 2013-04-30  [2013-05-03]. （原始内容存档于2014-09-15）.
226. ↑  Leonard, Andrew. . 2013-04-29  [2013-05-16]. （原始内容存档于2013-04-30）. Emphasis in original.
227. 1 2 3  Leonard, Andrew. . 2013-05-17  [2013-05-20]. （原始内容存档于2016-05-31）.
228. ↑  Geier, Kathleen. . The Washington Monthly. 2013-05-18  [2013-05-18]. （原始内容存档于2014-02-21）.
229. 1 2  Leonard, Andrew. . Salon.com. 2013-05-21  [2013-05-21]. （原始内容存档于2023-02-19）.
230. ↑  Sockpuppet investigation on Qworty.
231. ↑  Leonard, Andrew. . Salon. 2013-05-24  [2013-05-24]. （原始内容存档于2013-05-25）.
232. ↑  . News.softpedia.com. 2013-06-26  [2013-07-04]. （原始内容存档于2013-07-04）.
233. ↑  Kanal, Nishtha. . Tech2.in.com.   [2013-07-04]. （原始内容存档于2013-06-30）.
234. ↑  Suleman, Khidr. . IT PRO. 2013-06-26  [2013-07-04]. （原始内容存档于2024-05-27）.
235. ↑  . NZZ.ch. 2013-07-04  [2013-07-04]. （原始内容存档于2013-11-14）.
236. ↑  Lanza, Francesco. . Downloadblog.it. 2013-06-26  [2013-07-04]. （原始内容存档于2013-11-13）.
237. ↑  Netzwelt. . Der Spiegel (Spiegel.de). 2013-06-26  [2013-07-04]. （原始内容存档于2023-02-19）.
238. ↑  Stern, Mark Joseph. . Slate. 2013-08-22  [2014-03-18]. （原始内容存档于2018-09-11）.
239. ↑  Hern, Alex. . The Guardian. 2013-10-24  [2014-03-18]. （原始内容存档于2023-01-17）.
240. ↑  DC Weiss. DC lawyer pursues suit to unmask authors who changed her Wikipedia page （页面存档备份，存于） ABA Journal September 16, 2013 (viewed October 21, 2013)
241. ↑  McHugh, Molly. . The Daily Dot. 2013-10-01  [2014-03-05]. （原始内容存档于2016-03-04）.
242. ↑   [Croatian Wikipedia under scrutiny for fabricating Croatian history!]. Novi list. 2013-09-15  [2013-09-15]. （原始内容存档于2020-09-23） （克罗地亚语）.
243. ↑  McHugh, Molly. . The Daily Dot. 2013-10-17  [2014-03-05]. （原始内容存档于2022-11-30）.
244. ↑  Orlowski, Andrew. . The Register. 2013-10-08  [2014-03-05]. （原始内容存档于2020-05-06）.
245. ↑  . The New York Times. 2013-10-30  [2013-11-04]. （原始内容存档于2023-02-19）.
246. ↑  . en.wikipedia.org.   [2022-11-12]. （原始内容存档于2022-12-21）.
247. ↑  McHugh, Molly. . The Daily Dot. 2013-11-20  [2014-03-05]. （原始内容存档于2023-02-19）.
248. ↑  . Ars Technica. 2013-10-21  [2023-02-19]. （原始内容存档于2017-06-09）.
249. ↑  Gallagher, Paul. . The Independent. 2014-01-10  [2014-01-10]. （原始内容存档于2014-01-13）.
250. ↑  Mullin, Joe. . Ars Technica. 2014-01-10  [2014-03-05]. （原始内容存档于2018-12-26）.
251. ↑  Sparkes, Matthew. . The Daily Telegraph. 2014-07-18  [2014-07-18]. （原始内容存档于2014-07-18）.
252. ↑  Ellen Emmerentze Jervell. . WSJ. 2014-07-14  [2023-02-20]. （原始内容存档于2018-02-24）.
253. 1 2  Dickson, EJ. . The Daily Dot. 2014-07-29  [2023-02-20]. （原始内容存档于2016-06-03）.
254. ↑  Bird, Elizabeth. . SLJ Blog Network. School Library Journal. 2014-08-01  [2023-02-20]. （原始内容存档于2014-08-14）.
255. ↑  King Kaufman. . Bleacher Report Blog. Bleacher Report. 2014-07-30  [2023-02-20]. （原始内容存档于2014-08-16）.
Warning: Although the original story said so, the original hoax did not actually contain such a "typo" (missing the word "Africa").
256. ↑  John E. McIntyre. . The Baltimore Sun. 2014-07-30  [2023-02-20]. （原始内容存档于2014-08-13）.
257. ↑  Hern, Alex. . The Guardian. 2015-01-23  [2023-02-22]. （原始内容存档于2015-08-26）.
258. ↑  Cush, Andy. . Gawker. 2015-01-23. （原始内容存档于2015-09-13）.
259. ↑  Maryiam, Louise. . Inquisitr. 2015-01-23  [2023-02-22]. （原始内容存档于2020-01-15）.
260. ↑  Williams, Lauren. . Think Progress. 2015-01-23  [2023-02-22]. （原始内容存档于2016-03-10）.
261. ↑  Williams, Lauren. . Think Progress. 2015-03-06  [2015-03-06]. （原始内容存档于2015-03-06）.
262. ↑  Bennett, Alanna. . The Mary Sue. 2015-01-23  [2023-02-22]. （原始内容存档于2015-08-12）.
263. ↑  Grommen, Stefan. . de Volkskrant. 2015-01-22  [2023-02-22]. （原始内容存档于2017-10-10）.
264. ↑  Schönleben, Dominik. . Wired Germany. 2015-01-30  [2023-02-22]. （原始内容存档于2016-05-14）.
265. ↑  . English Wikipedia Arbitration Committee. 2015-01-27  [2023-02-22]. （原始内容存档于2019-06-24）.
266. ↑  Beaudette, Philippe. "Civility, Wikipedia, and the conversation on Gamergate （页面存档备份，存于）". Wikimedia Blog. January 27, 2015.
267. ↑  Dewey, Caitlin. . Washington Post. 2015-01-29  [2015-01-29]. （原始内容存档于2015-01-29）.
268. 1 2 3  Sloan, Alastair. . Newsweek. 2015-03-24  [2023-02-22]. （原始内容存档于2015-07-03）.
269. ↑  Chari, Mridula. . Scroll.in. 2015-03-25  [2023-02-22]. （原始内容存档于2020-04-18）.
270. ↑  Soman, Sandhya. . The Times of India. 2015-07-04  [2023-02-22]. （原始内容存档于2020-02-22）.
271. ↑  . 2015-04-22  [2015-06-09]. （原始内容存档于2018-02-15）.
272. ↑  . BBC News. 2015-06-08  [2015-06-09]. （原始内容存档于2015-08-18）.
273. ↑  Merrill, Jamie. . The Independent. 2015-09-02  [2023-02-22]. （原始内容存档于2015-09-13）.
274. ↑  Schow, Ashe. . Washington Examiner. 2015-11-19  [2015-11-22]. （原始内容存档于2016-03-07）.
275. ↑  Wales, Jimmy. . Wikipedia.   [2015-11-22]. （原始内容存档于2015-12-24）.
276. ↑  Kleinz, Torsten. . heise online. 2015-12-29  [2023-02-22]. （原始内容存档于2018-12-25）.
277. ↑  . The Register.   [2023-02-22]. （原始内容存档于2016-02-04）.
278. ↑  Koebler, Jason. . Vice. 2016-02-15. （原始内容存档于2019-06-28）.
279. ↑  Maher, Katherine. . Wikimedia blog. 2016-01-05  [2023-02-22]. （原始内容存档于2016-01-09）.
280. ↑  Lih, Andrew. . The Washington Post. 2016-01-15  [2023-02-22]. （原始内容存档于2016-02-25）.
281. ↑  Mullin, Joe. . Ars Technica. 2016-01-25  [2016-01-25]. （原始内容存档于2016-02-25）.
282. ↑  . BBC News. 2016-01-27  [2016-01-27]. （原始内容存档于2016-01-27）.
283. ↑  Groden, Claire. . Fortune. 2016-01-26  [2023-02-22]. （原始内容存档于2016-02-20）.
284. ↑  Mullin, Joe. . Ars Technica. 2016-01-27  [2023-02-22]. （原始内容存档于2017-07-04）.
285. ↑  . Vice.   [2023-02-22]. （原始内容存档于2016-02-26）.
286. ↑  Hern, Alex. . The Guardian. 2016-02-26  [2023-02-22]. （原始内容存档于2016-03-28）.
287. ↑  . （原始内容存档于2016-03-01）.
288. ↑  Baker, Sinéad. . Business Insider. 2018-10-03  [2014-10-04]. （原始内容存档于2018-10-03）.
289. ↑  Cameron, Dell. . Gizmodo. 2018-09-27  [2018-10-30]. （原始内容存档于2018-10-30）.
290. ↑  Wegmann, Philip. . Washington Examiner. 2018-09-27  [2018-10-30]. （原始内容存档于2018-10-30）.
291. ↑  Gerstein, Josh. . Politico. 2019-06-19  [2019-07-22]. （原始内容存档于2021-01-14）.
292. ↑  Robertson, Adi. . The Verge. 2019-04-05  [2021-04-26]. （原始内容存档于2021-04-26） （英语）.
293. ↑  . EP Mundo. 2019-01-12  [2019-01-13]. （原始内容存档于2019-01-14） （西班牙语）.
294. ↑  Mervosh, Sarah. . The New York Times. 2019-05-30  [2019-05-31]. ISSN 0362-4331. （原始内容存档于2019-05-30） （美国英语）.
295. 1 2 3 4 5  Bernstein, Joseph. . BuzzFeed News. 2019-06-27  [2019-07-01]. （原始内容存档于2022-03-26） （英语）. The once-derided open-source encyclopedia is the closest thing the internet has to an oasis of truth. Now a single-user ban has exposed the deep rifts between Wikipedia's libertarian origins and its egalitarian aspirations, and threatened that stability.
296. ↑  Wikipedia:社群針對維基媒體基金會禁止Fram編輯的回應 （页面存档备份，存于）（英文）
297. 1 2  Harrison, Stephen. . Slate Magazine. 2019-07-02  [2019-07-02]. （原始内容存档于2022-04-05） （英语）.
298. ↑  Maher, Katherine. . 2019-07-03  [2020-01-09]. （原始内容存档于2020-01-09）.
299. ↑  . Wikipedia. 2019-09-21  [2021-06-07]. （原始内容存档于2022-09-10） （英语）.
300. ↑  Kovalev, Alexey. . Meduza. Translation by Hilah Kohen. 2019-07-05  [2020-01-11]. （原始内容存档于2020-01-11）.
301. ↑   [Russian language Wikipedia blocked 12 editors, who were making negative edits about opposition]. Dozhd. 2019-07-05  [2020-01-11]. （原始内容存档于2020-01-11） （俄语）.
302. ↑  . United States Department of the Treasury. 2019-09-30  [2020-01-12]. （原始内容存档于2019-10-01）.
303. 1 2  McDonald, Karl. . I. 2020-08-26  [2020-08-26]. （原始内容存档于2020-08-26） （英语）.
304. ↑  . the Guardian. 2020-08-26  [2022-05-01]. （原始内容存档于2020-08-27） （英语）.
305. ↑  Ultach. . Reddit. 2020-08-25  [2022-07-01]. （原始内容存档于2022-07-19）.
306. ↑  . iThome.   [2022-05-01]. （原始内容存档于2022-07-26） （中文（繁體））.
307. ↑  McCarthy, Kieren. . The Register. 2020-08-26  [2020-08-26]. （原始内容存档于2023-02-28） （英语）.
308. ↑  . The Guardian. 2020-09-18  [2020-09-29]. （原始内容存档于2023-01-17） （英语）.
309. ↑  Hinnosaar, Marit; Hinnosaar, Toomas; Kummer, Michael E.; Slivko, Olga. . SSRN Electronic Journal. 2017. ISSN 1556-5068. S2CID 219376538. doi:10.2139/ssrn.3046400 （英语）.
310. ↑  Chen Guanrong.  [Internal editors were intimidated, and the Wikimedia Foundation removed several members of the "Mainland China Wikipedia User Group"]. TechNews 科技新報.   [2021-09-15]. （原始内容存档于2021-09-16） （中文（臺灣））.
311. ↑  . www.vice.com.   [2022-08-12]. （原始内容存档于2021-11-20） （英语）.
312. ↑  . Le Monde.fr. 2021-11-08  [2022-08-12]. （原始内容存档于2022-12-21） （法语）.
313. 1 2  Simpson, Craig. . The Telegraph. 2021-11-27  [2021-11-28]. ISSN 0307-1235. （原始内容存档于2021-11-28）.
314. ↑  Chasmar, Jessica. . Fox News. 2021-11-29  [2021-12-02]. （原始内容存档于2021-11-30）.
315. 1 2 3  Rauwerda, Annie. . Input Mag. 2021-12-31  [2022-02-07]. （原始内容存档于2022-10-04） （英语）.
316. ↑  , English Wikipedia, 2021-12-02  [2021-12-01], （原始内容存档于2022-11-20）
317. 1 2 3  Rachel, Cheung.  [一个无聊的中国家庭主妇花了多年时间在维基百科上伪造俄罗斯历史]. Vice. 2022-06-17  [2022-07-22]. （原始内容存档于2022-07-17） （美国英语）.
318. 1 2  Peiyue, Wu.  [她花了十年时间编写伪造的俄罗斯历史。维基百科刚刚注意到。]. Sixth Tone. 2022-06-28  [2022-07-22]. （原始内容存档于2022-07-08） （英语）.
319. 1 2 3 4  翁榕榕; 刘嫄媛. 李慕琰 , 编. . 南方周末. 2022-09-03  [2022-09-07]. （原始内容存档于2022-11-18） （中文（中国大陆））.
320. ↑   [维基百科中文版发生大规模编造案：发现多篇关于古代俄罗斯的虚构文章]. . 2022-06-24  [2022-11-29]. （原始内容存档于2022-12-19） （日语）.
321. ↑  邢鹤涛. 陈周滢 , 编. . 杭州网. 2022-07-02  [2022-07-23]. （原始内容存档于2022-07-02） （中文（中国大陆））.
322. 1 2  . 新Monday. 2022-06-24  [2022-07-23]. （原始内容存档于2022-06-24） （粵語）.
323. ↑  Jonny, Diamond.  [一个“中国博尔赫斯”持续十年在维基百科上写下了数百万字的假俄罗斯历史。]. Literary Hub. 2022-06-28  [2022-07-22]. （原始内容存档于2022-07-17） （美国英语）.
324. ↑  GDN Online Desk.  [OMG：一个无聊的中国女人花了数年时间在维基百科上伪造俄罗斯历史]. GDNonline. 2022-07-18  [2022-07-22]. （原始内容存档于2022-07-24） （英语）.
325. ↑  Dascalescu, Ana.  [一位无聊的中国家庭主妇在维基百科上伪造俄罗斯历史，多年来她的编辑欺骗了读者]. TechTheLead. 2022-07-15  [2022-07-22]. （原始内容存档于2022-07-24） （美国英语）.
326. 1 2  Dress, Brad. . The Hill. 2022-08-03  [2022-08-08]. （原始内容存档于2023-02-02） （美国英语）.
327. ↑  Breslow, Samuel. . Slate. 2022-08-11  [2022-08-12]. （原始内容存档于2023-01-22） （英语）.
328. ↑  Carter, Stephen L. . The Washington Post. 2022-08-02  [2022-08-05]. （原始内容存档于2022-08-07）.
329. ↑  . Yahoo! Finance. 2022-08-03  [2022-08-08]. （原始内容存档于2022-11-21） （美国英语）.
330. ↑  Mui, Christine. . Fortune. 2022-07-29  [2022-08-08]. （原始内容存档于2023-01-25）.
331. ↑  Lizarraga, Clara Hernanz. . Bloomberg News. 2022-08-03  [2022-08-05]. （原始内容存档于2022-12-18）.
332. ↑  Spaeth, Merrie. . The Wall Street Journal. 2022-08-02  [2022-08-05]. （原始内容存档于2022-11-27）. Wikipedia tried to declare a cease-fire in the war of words by restricting its "Recession" page so that unregistered users couldn’t edit it. At one point, the page claimed there was "no global consensus" on the definition of a recession. There is a rule of thumb, which is that two successive quarters of declining gross domestic product—such as the first two quarters of 2022—indicates a recession.
333. ↑  . TechCrunch. 2022-09-05.
334. ↑  DelhiSeptember 5, Aishwarya Paliwal New. . India Today. 2022-09-05  [2023-02-22]. （原始内容存档于2022-11-21） （英语）.
335. ↑  Sep 5, TIMESOFINDIA COM / Updated. . The Times of India （英语）.
336. ↑  AFP in Dubai, , The Guardian, 2023-01-05, （原始内容存档于2023-01-06）
337. ↑  , Democracy for the Arab World Now, 2023-01-05, （原始内容存档于2023-01-06）
338. ↑  . 星島頭條. 2024-07-21  [2024-07-25]. （原始内容存档于2024-08-21） （中文（香港））.
339. ↑  . Change.org.   [2024-07-25]. （原始内容存档于2024-10-03） （ja-JP）.
340. ↑  Purslow, Matt. . IGN. 2024-07-23  [2024-07-24] （英语）.

### 維基百科法律引文
- Daniel J. Baker. . I/S. 2011, 7 (2)  [2023-01-24]. （原始内容存档于2023-02-09）.
- Beth Simone Noveck. . Journal of Legal Education. 2007, 3  [2023-01-24]. （原始内容存档于2014-07-03）.
- Lee F. Peoples. . Yale Journal of Law and Technology. 2009, 12  [2023-01-24]. （原始内容存档于2014-01-16）.
- Amber Lynn Wagner. . The John Marshall Journal of Computer & Information Law. Winter 2008  [2013-04-20]. （原始内容存档于2016-02-04）.
- Singel, Ryan. . Wired. 2008-09-02  [2013-04-26]. （原始内容存档于2014-02-06）.
- Hannah B. Murray; Jason C. Miller. . St. John's Law Review. 2009-11-10, 84 (2). SSRN 1502759 .
- "Wikipedia as a court source" （页面存档备份，存于）

### 維基百科與陪審團
- Debra Cassens Weiss. . ABA Journal. 2009-12-14  [2023-01-24]. （原始内容存档于2023-01-24）.
- Andrea F. Siegel. . Baltimore Sun. 2009-12-13  [2023-01-24]. （原始内容存档于2013-05-13）.
- Grow, Brian. . Reuters. 2010-12-08  [2023-01-24]. （原始内容存档于2020-06-21）.
- Schwartz, John. . New York Times. 2009-03-17  [2023-01-24]. （原始内容存档于2023-01-24）.
- Grow, Brian. . Reuters. 2011-01-19  [2023-01-24]. （原始内容存档于2020-06-19）.